# قائمة إصدارات الطوابع في العراق (1961-1970)
هذه قائمة بإصدارات الطوابع في العراق للفترة 1961-1970:

## إصدارات 1961
بلغ عدد إصدارات سنة 1961 ثلاثة إصدارات وقد ضمت 20 طابعا.

### إصدارات ذكرى تأسيس الجيش العراقي لسنة 1961
إصدارات ذكرى تأسيس الجيش العراقي في 6 كانون الثاني 1961:
| # | تاريخ الإصدار       | الوصف | الصورة | القيمة  |
| - | ------------------- | --- | ------ | ------- |
| 1 | 6 كانون الثاني 1961 | طابع يغلب عليه اللون الرصاصي الفاتح تظهر فيه صورة عبد الكريم قاسم ومجموعة من الجنود وراية خضراء مثلثة تحمل عبارة 14 تموز مع شمس صفراء مع عبارة "ذكرى تأسيس الجيش" تحيط بقرص الشمس وعبارة "6 كانون الثاني 1961" وسط الشمس، وعبارة "إنكم جنود الحرية، جنود السلام، إنكم القوة التي تحطم الاستعمار" لعبد الكريم قاسم |        | 3 فلوس  |
| 2 | 6 كانون الثاني 1961 | طابع يغلب عليه اللون البنفسجي تظهر فيه صورة عبد الكريم قاسم ومجموعة من الجنود وراية خضراء مثلثة تحمل عبارة 14 تموز مع شمس صفراء مع عبارة "ذكرى تأسيس الجيش" تحيط بقرص الشمس وعبارة "6 كانون الثاني 1961" وسط الشمس، وعبارة "إنكم جنود الحرية، جنود السلام، إنكم القوة التي تحطم الاستعمار" لعبد الكريم قاسم       |        | 6 فلوس  |
| 3 | 6 كانون الثاني 1961 | طابع يغلب عليه اللون الرصاصي تظهر فيه صورة عبد الكريم قاسم ومجموعة من الجنود وراية خضراء مثلثة تحمل عبارة 14 تموز مع شمس صفراء مع عبارة "ذكرى تأسيس الجيش" تحيط بقرص الشمس وعبارة "6 كانون الثاني 1961" وسط الشمس، وعبارة "إنكم جنود الحرية، جنود السلام، إنكم القوة التي تحطم الاستعمار" لعبد الكريم قاسم        |        | 10 فلوس |
| 4 | 6 كانون الثاني 1961 | طابع بإطار أخضر تظهر فيه صورة عبد الكريم قاسم أعلى الطابع وبوابة وزارة الدفاع وسط الطابع وعبارة "إن الجيش سوف يبقى صفحة بيضاء ناصعة يخدم المجموع" لعبد الكريم قاسم |        | 20 فلسا |
| 5 | 6 كانون الثاني 1961 | طابع بإطار بني تظهر فيه صورة عبد الكريم قاسم أعلى الطابع وبوابة وزارة الدفاع وسط الطابع وعبارة "إن الجيش سوف يبقى صفحة بيضاء ناصعة يخدم المجموع" لعبد الكريم قاسم |        | 30 فلسا |
| 6 | 6 كانون الثاني 1961 | طابع بإطار أزرق تظهر فيه صورة عبد الكريم قاسم أعلى الطابع وبوابة وزارة الدفاع وسط الطابع وعبارة "إن الجيش سوف يبقى صفحة بيضاء ناصعة يخدم المجموع" لعبد الكريم قاسم |        | 40 فلسا |

### إصدارات يوم الطفل العالمي
إصدارات بمناسبة يوم الطفل العالمي في 1 حزيران 1961:
| #  | تاريخ الإصدار | الوصف | الصورة | القيمة  |
| -- | ------------- | --- | ------ | ------- |
| 7  | 1 حزيران 1961 | طابع بخلفية صفراء يظهر فيه عبد الكريم قاسم وهو يصافح مجموعة من الأطفال مع عبارة يوم الطفل العالمي 1 حزيران 1961       |        | 3 فلوس  |
| 8  | 1 حزيران 1961 | طابع بخلفية زرقاء يظهر فيه عبد الكريم قاسم وهو يصافح مجموعة من الأطفال مع عبارة يوم الطفل العالمي 1 حزيران 1961       |        | 6 فلوس  |
| 9  | 1 حزيران 1961 | طابع بخلفية وردية يظهر فيه عبد الكريم قاسم وهو يصافح مجموعة من الأطفال مع عبارة يوم الطفل العالمي 1 حزيران 1961       |        | 10 فلوس |
| 10 | 1 حزيران 1961 | طابع بخلفية صفراء فاقعة يظهر فيه عبد الكريم قاسم وهو يصافح مجموعة من الأطفال مع عبارة يوم الطفل العالمي 1 حزيران 1961 |        | 20 فلسا |
| 11 | 1 حزيران 1961 | طابع بخلفية خضراء يظهر فيه عبد الكريم قاسم وهو يصافح مجموعة من الأطفال مع عبارة يوم الطفل العالمي 1 حزيران 1961       |        | 50 فلسا |

### إصدارات الذكرى الثالثة لثورة 14 تموز
طوابع أصدرت بمناسبة الذكرى الثالثة لثورة 14 تموز 1958:
| #  | تاريخ الإصدار | الوصف                                                                                     | الصورة | القيمة   |
| -- | ------------- | ----------------------------------------------------------------------------------------- | ------ | -------- |
| 12 | 14 تموز 1961  | طابع بخلفية بنفسجية وراية مثلثة مكتوب عليها 14 تموز وتظهر صورة عبد الكريم قاسم ملوحا بيده |        | 1 فلس    |
| 13 | 14 تموز 1961  | طابع بخلفية بنفسجية وراية مثلثة مكتوب عليها 14 تموز وتظهر صورة عبد الكريم قاسم ملوحا بيده |        | 3 فلوس   |
| 14 | 14 تموز 1961  | طابع ملون ونصف أسفل أحمر يظهر فيه عبد الكريم قاسم وهو يسير مؤديا تحية عسكرية              |        | 5 فلوس   |
| 15 | 14 تموز 1961  | طابع بخلفية زرقاء وراية مثلثة مكتوب عليها 14 تموز وتظهر صورة عبد الكريم قاسم ملوحا بيده   |        | 6 فلوس   |
| 16 | 14 تموز 1961  | طابع بخلفية وردية وراية مثلثة مكتوب عليها 14 تموز وتظهر صورة عبد الكريم قاسم ملوحا بيده   |        | 10 فلوس  |
| 17 | 14 تموز 1961  | طابع ملون ونصف أسفل أزرق يظهر فيه عبد الكريم قاسم وهو يسير مؤديا تحية عسكرية              |        | 30 فلسا  |
| 18 | 14 تموز 1961  | طابع ملون ونصف أسفل بنفسجي يظهر فيه عبد الكريم قاسم وهو يسير مؤديا تحية عسكرية            |        | 40 فلسا  |
| 19 | 14 تموز 1961  | طابع بخلفية صفراء وراية مثلثة مكتوب عليها 14 تموز وتظهر صورة عبد الكريم قاسم ملوحا بيده   |        | 50 فلسا  |
| 20 | 14 تموز 1961  | طابع بخلفية زرقاء وراية مثلثة مكتوب عليها 14 تموز وتظهر صورة عبد الكريم قاسم ملوحا بيده   |        | 100 فلسا |

## إصدارات 1962
بلغ عدد إصدارات 1962 ست إصدارات وقد ضمت 24 طابعا.

### إصدارات ذكرى تأسيس الجيش العراقي لسنة 1962
إصدارات ذكرى تأسيس الجيش العراقي في 6 كانون الثاني 1962:
| # | تاريخ الإصدار       | الوصف | الصورة | القيمة  |
| - | ------------------- | --- | ------ | ------- |
| 1 | 6 كانون الثاني 1962 | طابع ملون يغلب عليه اللون الأصفر الفاتح، يظهر في أعلاه علم الجمهورية العراقية الأول وفي جانبه صورة عبد الكريم قاسم مع عبارة "لقد حطم الجيش والشعب قيود الاستعمار في ثورة 14 تموز الخالدة واحتفلا معا في عهد الحرية بذكرى تأسيس الجيش العراقي المظفر في 6 كانون الثاني 1926" لعبد الكريم قاسم |        | 1 فلس   |
| 2 | 6 كانون الثاني 1962 | طابع ملون يغلب عليه اللون الوردي، يظهر في أعلاه علم الجمهورية العراقية الأول وفي جانبه صورة عبد الكريم قاسم مع عبارة "لقد حطم الجيش والشعب قيود الاستعمار في ثورة 14 تموز الخالدة واحتفلا معا في عهد الحرية بذكرى تأسيس الجيش العراقي المظفر في 6 كانون الثاني 1926" لعبد الكريم قاسم        |        | 3 فلوس  |
| 3 | 6 كانون الثاني 1962 | طابع ملون يغلب عليه اللون الأخضر، يظهر في أعلاه علم الجمهورية العراقية الأول وفي جانبه صورة عبد الكريم قاسم مع عبارة "لقد حطم الجيش والشعب قيود الاستعمار في ثورة 14 تموز الخالدة واحتفلا معا في عهد الحرية بذكرى تأسيس الجيش العراقي المظفر في 6 كانون الثاني 1926" لعبد الكريم قاسم        |        | 6 فلوس  |
| 4 | 6 كانون الثاني 1962 | طابع يغلب عليه اللون البنفسجي وفي جانبه الأيسر تظهر فيه صورة عبد الكريم قاسم مع عبارة "ذكرى تأسيس الجيش العراقي المظفر 6 كانون الثاني 1926" |        | 10 فلوس |
| 5 | 6 كانون الثاني 1962 | طابع يغلب عليه اللون البرتقالي وفي جانبه الأيسر تظهر فيه صورة عبد الكريم قاسم مع عبارة "ذكرى تأسيس الجيش العراقي المظفر 6 كانون الثاني 1926" |        | 30 فلسا |
| 6 | 6 كانون الثاني 1962 | طابع يغلب عليه اللون الزيتوني وفي جانبه الأيسر تظهر فيه صورة عبد الكريم قاسم مع عبارة "ذكرى تأسيس الجيش العراقي المظفر 6 كانون الثاني 1926" |        | 50 فلسا |

### إصدارات مؤتمر العالم الإسلامي
مجموعة من طوابع إصدار الشعار الجمهوري الأول والتي أصدرت في 14 تموز 1959، أعيد توشيحها بمناسبة مؤتمر العالم الإسلامي في بغداد سنة 1962.
| # | تاريخ الإصدار | الوصف                                                                                              | الصورة | القيمة  |
| - | ------------- | -------------------------------------------------------------------------------------------------- | ------ | ------- |
| 7 | 29 أيار 1962  | طابع بخلفية بنفسجية يتوسطه شعار الجمهورية موشح بعبارة "مؤتمر العالم الإسلامي بغداد 1381هـ - 1962م" |        | 3 فلوس  |
| 8 | 29 أيار 1962  | طابع بخلفية وردية يتوسطه شعار الجمهورية موشح بعبارة "مؤتمر العالم الإسلامي بغداد 1381هـ - 1962م"   |        | 10 فلوس |
| 9 | 29 أيار 1962  | طابع بخلفية رصاصية يتوسطه شعار الجمهورية موشح بعبارة "مؤتمر العالم الإسلامي بغداد 1381هـ - 1962م"  |        | 30 فلسا |

### إصدارات الذكرى الرابعة لثورة 14 تموز
إصدارات الذكرى الرابعة لثورة 14 تموز:
| #  | تاريخ الإصدار       | الوصف | الصورة | القيمة  |
| -- | ------------------- | --- | ------ | ------- |
| 10 | 14 تموز 1962        | طابع يظهر فيه جزء من خريطة الوطن العربي في خلفية الطابع بلون برتقالي ويدان متصافحتان وعلم مثلث مكتوب عليه عبارة 14 تموز وصورة عبد الكريم قاسم في يمين الطابع، مع عبارة "الذكرى الرابعة لثورة 14 تموز المجيدة" في أعلر الطابع وعبارة "إننا نتمسك بالوحدة العراقية الكاملة ونرتبط برباط الأخوة مع الدول العربية والإسلامية" لعبد الكريم قاسم في أسفل الطابع |        | 1 فلس   |
| 11 | 14 تموز 1962        | طابع يظهر فيه جزء من خريطة الوطن العربي في خلفية الطابع بلون أخضر ويدان متصافحتان وعلم مثلث مكتوب عليه عبارة 14 تموز وصورة عبد الكريم قاسم في يمين الطابع، مع عبارة "الذكرى الرابعة لثورة 14 تموز المجيدة" في أعلر الطابع وعبارة "إننا نتمسك بالوحدة العراقية الكاملة ونرتبط برباط الأخوة مع الدول العربية والإسلامية" لعبد الكريم قاسم في أسفل الطابع    |        | 3 فلوس  |
| 12 | 14 تموز 1962        | طابع يظهر فيه جزء من خريطة الوطن العربي في خلفية الطابع بلون بني ويدان متصافحتان وعلم مثلث مكتوب عليه عبارة 14 تموز وصورة عبد الكريم قاسم في يمين الطابع، مع عبارة "الذكرى الرابعة لثورة 14 تموز المجيدة" في أعلر الطابع وعبارة "إننا نتمسك بالوحدة العراقية الكاملة ونرتبط برباط الأخوة مع الدول العربية والإسلامية" لعبد الكريم قاسم في أسفل الطابع     |        | 6 فلوس  |
| 13 | 6 كانون الثاني 1962 | طابع يظهر فيه جزء من خريطة الوطن العربي في خلفية الطابع بلون بنفسجي ويدان متصافحتان وعلم مثلث مكتوب عليه عبارة 14 تموز وصورة عبد الكريم قاسم في يمين الطابع، مع عبارة "الذكرى الرابعة لثورة 14 تموز المجيدة" في أعلر الطابع وعبارة "إننا نتمسك بالوحدة العراقية الكاملة ونرتبط برباط الأخوة مع الدول العربية والإسلامية" لعبد الكريم قاسم في أسفل الطابع  |        | 10 فلوس |
| 14 | 14 تموز 1962        | طابع يظهر فيه جزء من خريطة الوطن العربي في خلفية الطابع بلون وردي ويدان متصافحتان وعلم مثلث مكتوب عليه عبارة 14 تموز وصورة عبد الكريم قاسم في يمين الطابع، مع عبارة "الذكرى الرابعة لثورة 14 تموز المجيدة" في أعلر الطابع وعبارة "إننا نتمسك بالوحدة العراقية الكاملة ونرتبط برباط الأخوة مع الدول العربية والإسلامية" لعبد الكريم قاسم في أسفل الطابع    |        | 30 فلسا |
| 15 | 14 تموز 1962        | طابع يظهر فيه جزء من خريطة الوطن العربي في خلفية الطابع بلون رمادي ويدان متصافحتان وعلم مثلث مكتوب عليه عبارة 14 تموز وصورة عبد الكريم قاسم في يمين الطابع، مع عبارة "الذكرى الرابعة لثورة 14 تموز المجيدة" في أعلر الطابع وعبارة "إننا نتمسك بالوحدة العراقية الكاملة ونرتبط برباط الأخوة مع الدول العربية والإسلامية" لعبد الكريم قاسم في أسفل الطابع   |        | 50 فلسا |

### إصدارات ذكرى تأسيس مدينة بغداد
إصدارات بمناسبة ذكرى تأسيس مدينة بغداد وإحياء لذكرى الفيلسوف الكندي.

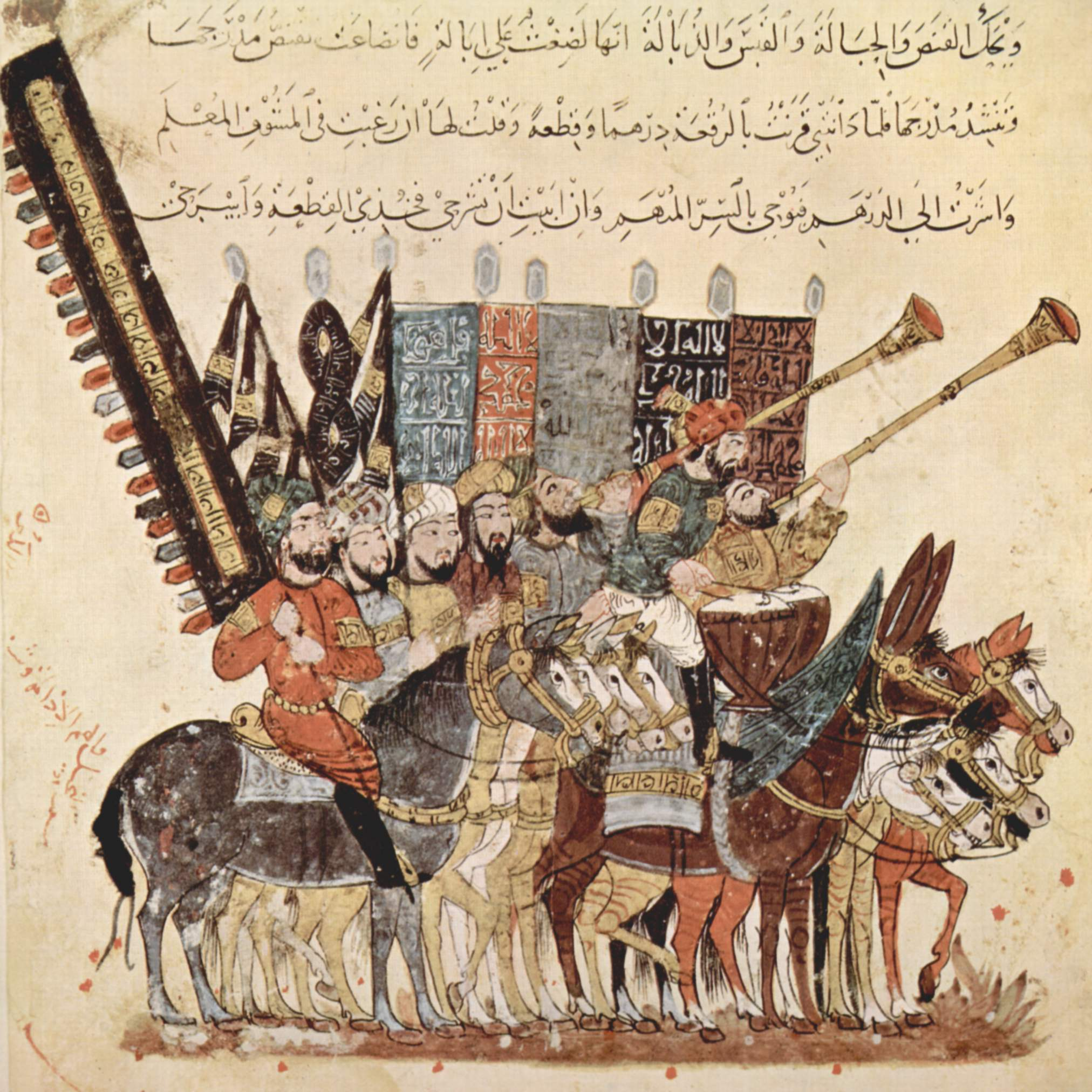
صورة من كتاب مقامات الحريري ويظهر رسم الواسطي والذي ظهر على إحد الطوابع

| #  | تاريخ الإصدار      | الوصف | الصورة | القيمة  |
| -- | ------------------ | --- | ------ | ------- |
| 16 | 1 كانون الأول 1962 | طابع ملون يغلب عليه اللون البني الفاتح مع عبارة "مهرجان رمضان" في الأعلى وعبارة "احتفالات بغداد والكندي 1382 هـ 1962 م" في الأسفل، والصورة في الأصل رسم ليحيى بن محمود الواسطي من كتاب مقامات الحريري |        | 3 فلوس  |
| 17 | 1 كانون الأول 1962 | طابع بخلفية وردية يتوسطه رسم قديم مكتوب بجانبه "الكاتب البغدادي" وعبارة "احتفالات بغداد والكندي 1382 هـ 1962 م" في الأسفل.                                                                            |        | 6 فلوس  |
| 18 | 1 كانون الأول 1962 | طابع بخلفية برتقالية يتوسطه رسم لبغداد التي أسسها الخليفة العباسي أبو جعفر المنصور مع عبارة "بغداد المدورة" في الأعلى وعبارة "احتفالات بغداد والكندي 1382 هـ 1962 م" في الأسفل.                       |        | 10 فلوس |
| 19 | 1 كانون الأول 1962 | طابع ملون يظهر فيه عبد الكريم قاسم ملوحا بيده وعلم الجمهورية العراقية الأول وعبارة "احتفالات بغداد والكندي 1382 هـ 1962 م" في الأسفل.                                                                 |        | 40 فلسا |

### إصدارات الشعار الجمهوري
أصدر طابعان يتوسطهما الشعار الجمهوري (وضع هذا الإصدار خطأ في سنة 1966 في بعض المصادر).
| #  | تاريخ الإصدار       | الوصف                                               | الصورة | القيمة  |
| -- | ------------------- | --------------------------------------------------- | ------ | ------- |
| 20 | 20 كانون الأول 1962 | طابع بخلفية خضراء ويتوسطه الشعار الجمهوري بلون أسود |        | 14 فلسا |
| 21 | 20 كانون الأول 1962 | طابع بخلفية حمراء ويتوسطه الشعار الجمهوري بلون أسود |        | 35 فلسا |

### إصدارات اتحاد العالم للقضاء على الملاريا
مجموعة من طوابع أصدرت بالتعاون مع منظمة الصحة العالمية بخصوص القضاء على الملاريا سنة 1962.
| #  | تاريخ الإصدار       | الوصف                                                           | الصورة | القيمة  |
| -- | ------------------- | --------------------------------------------------------------- | ------ | ------- |
| 22 | 21 كانون الأول 1962 | طابع بخلفية خضراء مع عبارة "اتحاد العالم للقضاء على الملاريا"   |        | 3 فلوس  |
| 23 | 21 كانون الأول 1962 | طابع بخلفية حمراء مع عبارة "اتحاد العالم للقضاء على الملاريا"   |        | 10 فلوس |
| 24 | 21 كانون الأول 1962 | طابع بخلفية بنفسجية مع عبارة "اتحاد العالم للقضاء على الملاريا" |        | 40 فلسا |

وقد أصدرت دول مختلفة طوابع مشابهة في التصميم ضمن هذه الحملة وتحمل عبارة "World United Against Malaria".

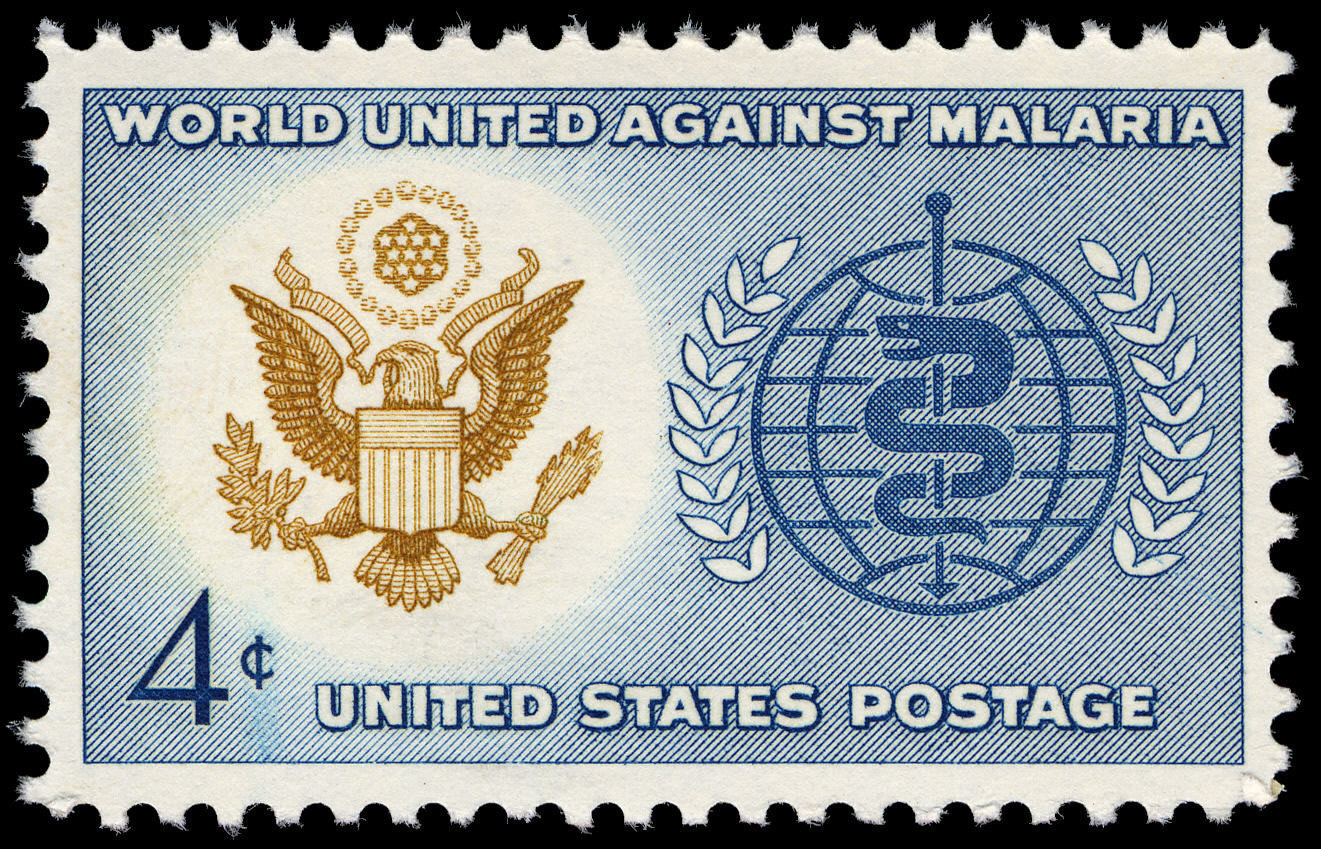
طابع أمريكي
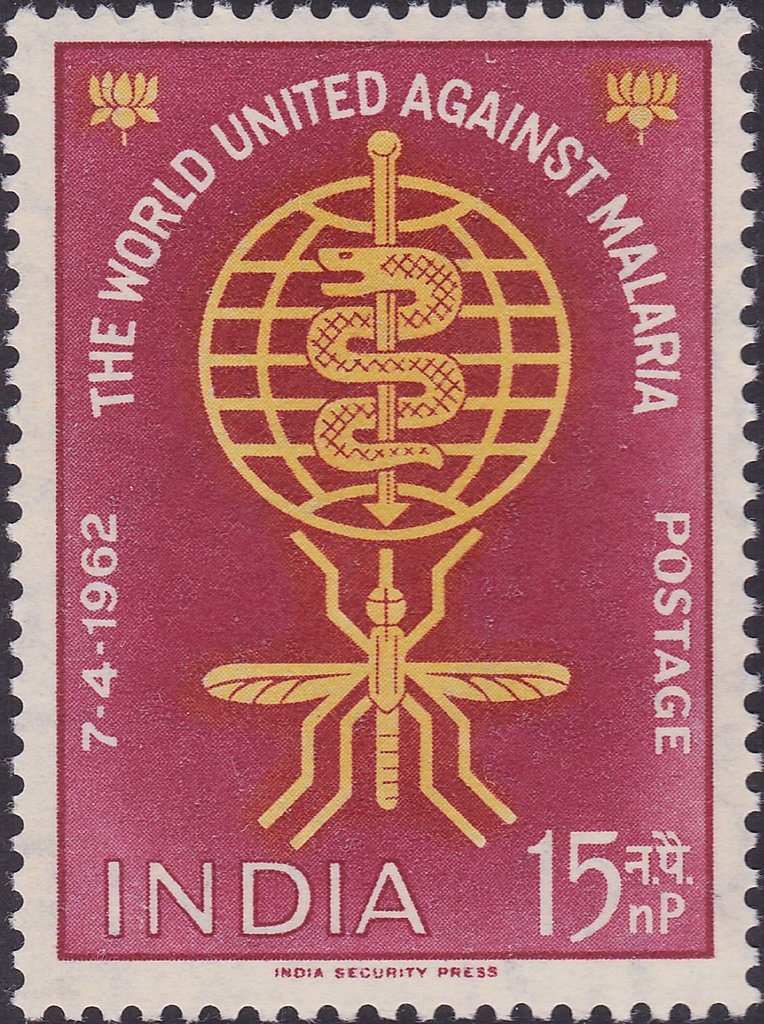
طابع هندي
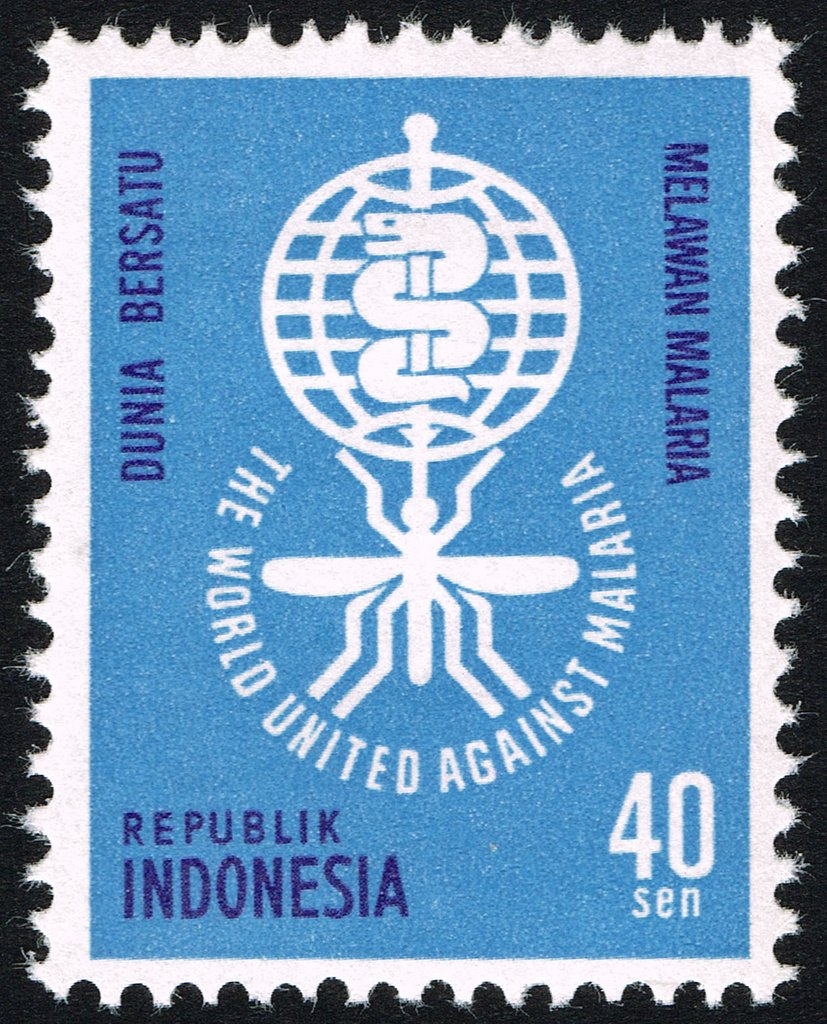
طابع إندونيسي
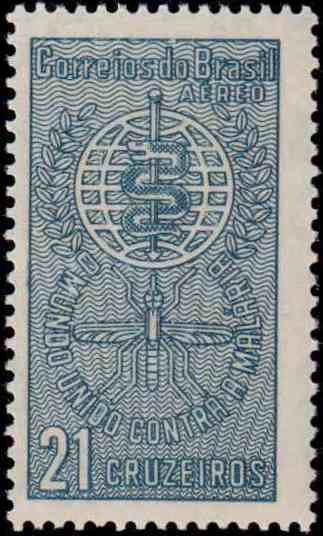
طابع برازيلي

## إصدارات 1963
بلغ عدد إصدارات 1963 أربعة إصدارات وقد ضمت 30 طابعا.

### إصدارات ذكرى تأسيس الجيش العراقي لسنة 1963
إصدارات ذكرى تأسيس الجيش العراقي في 6 كانون الثاني 1963:
| # | تاريخ الإصدار       | الوصف | الصورة | القيمة  |
| - | ------------------- | --- | ------ | ------- |
| 1 | 6 كانون الثاني 1963 | طابع بخلفية صفراء تظهر عليه صورة عبد الكريم قاسم ومجموعة من الدبابات وراية مكتوب عليها "الجيش ملك للشعب 6 كانون الثاني سنة 1920"، مع عبارة أسفل الطابع "سيبقى الجيش صفحة بيضاء ضد الميول والاتجاهات يذود عن سيادة البلاد وسلامة أرضها وهو في خدمة الشعب" لعبد الكريم قاسم         |        | 3 فلوس  |
| 2 | 6 كانون الثاني 1963 | طابع بخلفية بنفسجية غامقة تظهر عليه صورة عبد الكريم قاسم ومجموعة من الدبابات وراية مكتوب عليها "الجيش ملك للشعب 6 كانون الثاني سنة 1920"، مع عبارة أسفل الطابع "سيبقى الجيش صفحة بيضاء ضد الميول والاتجاهات يذود عن سيادة البلاد وسلامة أرضها وهو في خدمة الشعب" لعبد الكريم قاسم |        | 5 فلوس  |
| 3 | 6 كانون الثاني 1963 | طابع بخلفية خضراء فاتحة تظهر عليه صورة عبد الكريم قاسم ومجموعة من الدبابات وراية مكتوب عليها "الجيش ملك للشعب 6 كانون الثاني سنة 1920"، مع عبارة أسفل الطابع "سيبقى الجيش صفحة بيضاء ضد الميول والاتجاهات يذود عن سيادة البلاد وسلامة أرضها وهو في خدمة الشعب" لعبد الكريم قاسم   |        | 6 فلوس  |
| 4 | 6 كانون الثاني 1963 | طابع بخلفية بنفسجية وردية تظهر عليه صورة عبد الكريم قاسم ومجموعة من الدبابات وراية مكتوب عليها "الجيش ملك للشعب 6 كانون الثاني سنة 1920"، مع عبارة أسفل الطابع "سيبقى الجيش صفحة بيضاء ضد الميول والاتجاهات يذود عن سيادة البلاد وسلامة أرضها وهو في خدمة الشعب" لعبد الكريم قاسم |        | 10 فلوس |
| 5 | 6 كانون الثاني 1963 | طابع بخلفية زرقاء فاتحة تظهر عليه صورة عبد الكريم قاسم ومجموعة من الدبابات وراية مكتوب عليها "الجيش ملك للشعب 6 كانون الثاني سنة 1920"، مع عبارة أسفل الطابع "سيبقى الجيش صفحة بيضاء ضد الميول والاتجاهات يذود عن سيادة البلاد وسلامة أرضها وهو في خدمة الشعب" لعبد الكريم قاسم   |        | 10 فلوس |
| 6 | 6 كانون الثاني 1963 | طابع بخلفية بنفسجية مزرقة تظهر عليه صورة عبد الكريم قاسم ومجموعة من الدبابات وراية مكتوب عليها "الجيش ملك للشعب 6 كانون الثاني سنة 1920"، مع عبارة أسفل الطابع "سيبقى الجيش صفحة بيضاء ضد الميول والاتجاهات يذود عن سيادة البلاد وسلامة أرضها وهو في خدمة الشعب" لعبد الكريم قاسم |        | 20 فلسا |
| 7 | 6 كانون الثاني 1963 | طابع بخلفية بنفسجية تظهر عليه صورة عبد الكريم قاسم ومجموعة من الدبابات وراية مكتوب عليها "الجيش ملك للشعب 6 كانون الثاني سنة 1920"، مع عبارة أسفل الطابع "سيبقى الجيش صفحة بيضاء ضد الميول والاتجاهات يذود عن سيادة البلاد وسلامة أرضها وهو في خدمة الشعب" لعبد الكريم قاسم       |        | 40 فلسا |
| 8 | 6 كانون الثاني 1963 | طابع بخلفية زرقاء تظهر عليه صورة عبد الكريم قاسم ومجموعة من الدبابات وراية مكتوب عليها "الجيش ملك للشعب 6 كانون الثاني سنة 1920"، مع عبارة أسفل الطابع "سيبقى الجيش صفحة بيضاء ضد الميول والاتجاهات يذود عن سيادة البلاد وسلامة أرضها وهو في خدمة الشعب" لعبد الكريم قاسم         |        | 50 فلسا |

### إصدارات المعالم العراقية
| #  | تاريخ الإصدار | الوصف                                                                | الصورة | القيمة  |
| -- | ------------- | -------------------------------------------------------------------- | ------ | ------- |
| 9  | 16 شباط 1963  | طابع بلون أخضر تظهر فيه صورة وسيلة النقل النهرية القديمة (الكفة)     |        | 1 فلس   |
| 10 | 16 شباط 1963  | طابع بلون بنفسجي تظهر فيه صورة ملوية سامراء                          |        | 2 فلسان |
| 11 | 16 شباط 1963  | طابع بلون أسود بني تظهر فيه صورة وسيلة النقل النهرية القديمة (الكفة) |        | 3 فلوس  |
| 12 | 16 شباط 1963  | طابع بإطار أسود بني وخلفية أصفر تظهر فيه صورة القيثارة السومرية      |        | 4 فلوس  |
| 13 | 16 شباط 1963  | طابع ذو إطار وشعار بنفسجي وخريطة العراق بلون أخضر فاتح               |        | 5 فلوس  |
| 14 | 16 شباط 1963  | طابع بلون أحمر تظهر فيه أسد بابل                                     |        | 10 فلوس |
| 15 | 16 شباط 1963  | طابع بإطار بني وخلفية صفراء تظهر فيه صورة القيثارة السومرية          |        | 15 فلسا |
| 16 | 16 شباط 1963  | طابع بلون بنفسجي تظهر فيه صورة المدرسة المستنصرية                    |        | 20 فلسا |
| 17 | 16 شباط 1963  | طابع بلون برتقالي تظهر فيه صورة العتبة العلوية في النجف              |        | 30 فلسا |
| 18 | 16 شباط 1963  | طابع بلون أخضر تظهر فيه صورة المدرسة المستنصرية                      |        | 40 فلسا |
| 19 | 16 شباط 1963  | طابع بلون بني داكن تظهر فيه أسد بابل                                 |        | 50 فلسا |
| 20 | 16 شباط 1963  | طابع ذو إطار وشعار زيتوني وخريطة العراق بلون أخضر فاتح               |        | 75 فلسا |
| 21 | 16 شباط 1963  | طابع بلون بنفسجي تظهر فيه صورة الثور المجنح                          |        | 100 فلس |
| 22 | 16 شباط 1963  | طابع بلون بني تظهر فيه صورة العتبة العلوية في النجف                  |        | 200 فلس |
| 23 | 16 شباط 1963  | طابع بلون أزرق تظهر فيه صورة ملوية سامراء                            |        | 500 فلس |
| 24 | 16 شباط 1963  | طابع بلون ماروني تظهر فيه صورة الثور المجنح                          |        | 1 دينار |

### إصدارات الحملة العالمية للتحرر من الجوع
مجموعة من طوابع أصدرت بالتعاون مع منظمة الغذاء والزراعة للتحرر من الجوع سنة 1963، وقد أصدرت طوابع متعلقة بهذه الحملة من مختلف دول العالم.
| #  | تاريخ الإصدار | الوصف | الصورة | القيمة  |
| -- | ------------- | --- | ------ | ------- |
| 25 | 21 آذار 1963  | طابع بإطار أخضر مع عبارة "الحملة العالمية للتحرر من الجوع 21 آذار 1963" وصورة لراعية مع غنمها بلون رمادي داكن     |        | 3 فلوس  |
| 26 | 21 آذار 1963  | طابع بإطار ماروني مع عبارة "الحملة العالمية للتحرر من الجوع 21 آذار 1963" وصورة لفلاح يحمل سنابل القمح بلون قرمزي |        | 10 فلوس |
| 27 | 21 آذار 1963  | طابع بإطار أزرق مع عبارة "الحملة العالمية للتحرر من الجوع 21 آذار 1963" وصورة لنخيل بلون بني محمر                 |        | 20 فلسا |

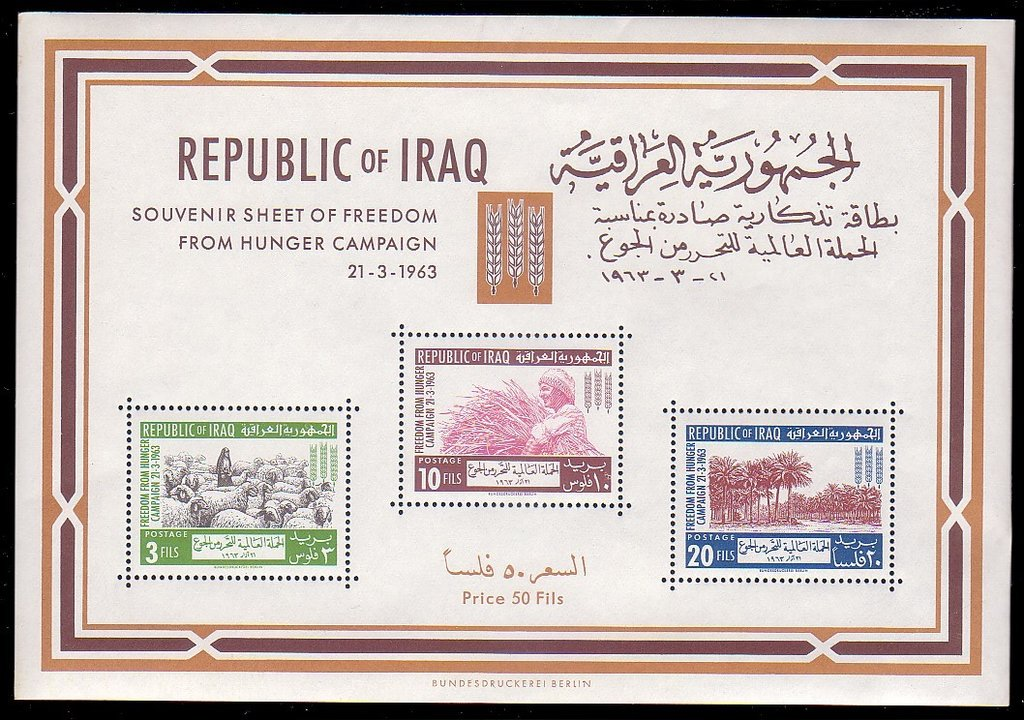
بطاقة تذكارية تحمل صورة الطوابع الثلاثة

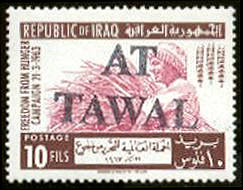
إحدى طوابع هذا الإصدار موشح طابع بعبارة "At Tawal" وهو اسم لمكان داخل المنطقة المحايدة بين العراق والمملكة العربية السعودية، وهو توشيح غير رسمي ولذا يعد من طوابع الكثبان الرملية.

### إصدارات ذكرى تأسيس هيئة الصليب الأحمر
يعود تاريخ تأسيس اللجنة الدولية للصليب الأحمر إلى سنة 1863، وقد أصدرت طوابع في بلدان مختلفة بهذه المناسبة.
| #  | تاريخ الإصدار       | الوصف | الصورة | القيمة  |
| -- | ------------------- | --- | ------ | ------- |
| 28 | 30 كانون الأول 1963 | طابع يغلب عليه اللون الأزرق الغامق مع هلال أحمر ومكتوب عليه عبارة "الذكرى المئوية لهيئة الصليب الأحمر"              |        | 3 فلوس  |
| 29 | 30 كانون الأول 1963 | طابع يغلب عليه اللون الرمادي مع هلال أحمر ومكتوب عليه عبارة "الذكرى المئوية لهيئة الصليب الأحمر"                    |        | 10 فلوس |
| 30 | 30 كانون الأول 1963 | طابع يغلب عليه اللون الأزرق الفاتح مع كتابة حمراء وهلال أحمر ومكتوب عليه عبارة "الذكرى المئوية لهيئة الصليب الأحمر" |        | 30 فلسا |

## إصدارات 1964
بلغ عدد إصدارات 1964 ثمانية إصدارات وقد ضمت 24 طابعا.

### إصدارات ذكرى تأسيس الجيش العراقي لسنة 1964
أصدرت 3 طوابع بمناسبة الذكرى الثالثة والأربعين لتأسيس الجيش العراقي.
| # | تاريخ الإصدار       | الوصف | الصورة | القيمة  |
| - | ------------------- | --- | ------ | ------- |
| 1 | 6 كانون الثاني 1964 | طابع بخلفية زرقاء مع عبارة "الذكرى الثالثة والأربعون لتأسيس الجيش العراقي في السادس من كانون الثاني 1964" |        | 3 فلوس  |
| 2 | 6 كانون الثاني 1964 | طابع بخلفية وردية مع عبارة "الذكرى الثالثة والأربعون لتأسيس الجيش العراقي في السادس من كانون الثاني 1964" |        | 10 فلوس |
| 3 | 6 كانون الثاني 1964 | طابع بخلفية صفراء مع عبارة "الذكرى الثالثة والأربعون لتأسيس الجيش العراقي في السادس من كانون الثاني 1964" |        | 30 فلسا |

### إصدارات ذكرى ثورة 14 رمضان (8 شباط)
أصدرت 4 طوابع بمناسبة الذكرى الأولى لثورة 14 رمضان.

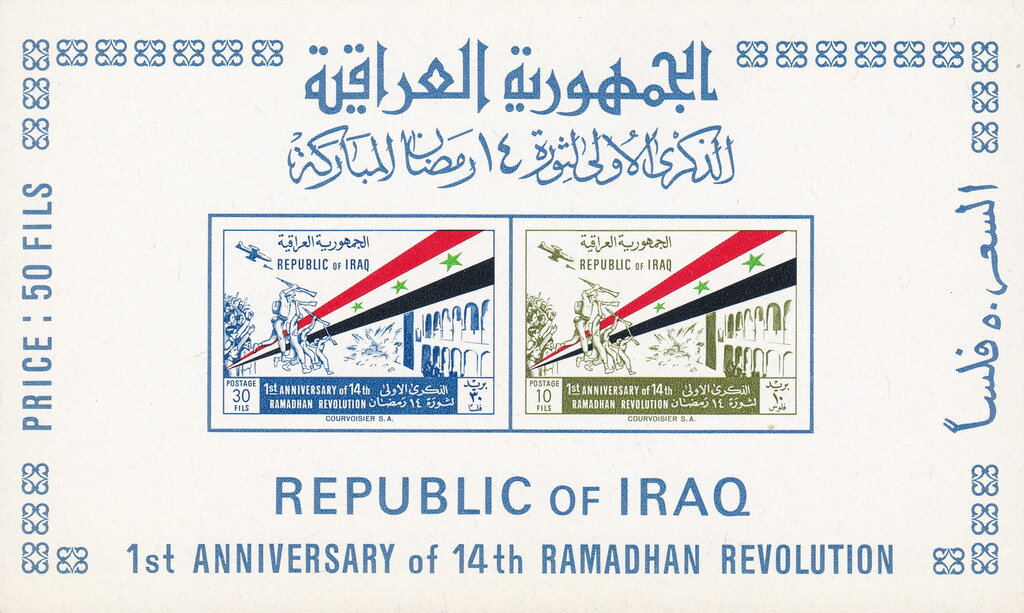
بطاقة تذكارية بالمناسبة يظهر فيها طابعان
الأبعاد (125 × 75ملم)

| # | تاريخ الإصدار | الوصف                                                                  | الصورة | القيمة  |
| - | ------------- | ---------------------------------------------------------------------- | ------ | ------- |
| 4 | 8 شباط 1964   | طابع بلون بنفسجي وعلم العراق مع عبارة "الذكرى الأولى لثورة 14 رمضان"   |        | 10 فلوس |
| 5 | 8 شباط 1964   | طابع بلون زيتوني وعلم العراق مع عبارة "الذكرى الأولى لثورة 14 رمضان"   |        | 10 فلوس |
| 6 | 8 شباط 1964   | طابع بلون بني محمر وعلم العراق مع عبارة "الذكرى الأولى لثورة 14 رمضان" |        | 30 فلسا |
| 7 | 8 شباط 1964   | طابع بلون أزرق وعلم العراق مع عبارة "الذكرى الأولى لثورة 14 رمضان"     |        | 30 فلسا |

### إصدارات ذكرى الإعلان العالمي لحقوق الإنسان
أصدرت 3 طوابع بمناسبة الذكرى الخامسة عشر للإعلان العالمي لحقوق الإنسان.
| #  | تاريخ الإصدار  | الوصف                                                            | الصورة | القيمة  | كمية الإصدار |
| -- | -------------- | ---------------------------------------------------------------- | ------ | ------- | ------------ |
| 8  | 10 حزيران 1964 | طابع بخلفية بنفسجية مع عبارة "حقوق الإنسان 1948-1963"            |        | 6 فلوس  | 500000       |
| 9  | 10 حزيران 1964 | طابع بخلفية برتقالية مع عبارة "الذكرى الخامسة عشر لحقوق الإنسان" |        | 10 فلوس | 750000       |
| 10 | 10 حزيران 1964 | طابع بخلفية بنفسجية مع عبارة "حقوق الإنسان 1948-1963"            |        | 30 فلسا | 500000       |

### إصدارات الذكرى السادسة لثورة 14 تموز 1958
أصدرت 4 طوابع بمناسبة الذكرى السادسة لثورة 14 تموز 1958.
| #  | تاريخ الإصدار | الوصف                                                                                   | الصورة | القيمة  |
| -- | ------------- | --------------------------------------------------------------------------------------- | ------ | ------- |
| 11 | 8 شباط 1964   | طابع ملون يغلب عليه اللونين البني والأسود مع عبارة "الذكرى السادسة لثورة 14 تموز 1958"  |        | 3 فلوس  |
| 12 | 8 شباط 1964   | طابع ملون يغلب عليه اللونين الأخضر والأحمر مع عبارة "الذكرى السادسة لثورة 14 تموز 1958" |        | 10 فلوس |
| 13 | 8 شباط 1964   | طابع ملون يغلب عليه اللونين الأخضر والأحمر مع عبارة "الذكرى السادسة لثورة 14 تموز 1958" |        | 20 فلسا |
| 14 | 8 شباط 1964   | طابع ملون يغلب عليه اللونين البني والأسود مع عبارة "الذكرى السادسة لثورة 14 تموز 1958"  |        | 30 فلسا |

### إصدارات الذكرى الأولى لثورة 18 تشرين الثاني 1963
أصدرت 3 طوابع بمناسبة الذكرى الأولى لثورة 18 تشرين الثاني 1963.
| #  | تاريخ الإصدار        | الوصف                                                                                     | الصورة | القيمة  | كمية الإصدار |
| -- | -------------------- | ----------------------------------------------------------------------------------------- | ------ | ------- | ------------ |
| 15 | 18 تشرين الثاني 1964 | طابع بلونين بني وبرتقالي مع عبارة "الذكرى الأولى لثورة 18 تشرين الثاني 1963"              |        | 5 فلوس  | 750000       |
| 16 | 18 تشرين الثاني 1964 | طابع بلونين أزرق وبرتقالي مع عبارة "الذكرى الأولى لثورة 18 تشرين الثاني 1963"             |        | 10 فلوس | 1500000      |
| 17 | 18 تشرين الثاني 1964 | طابع بلونين بنفسجي مزرق وبرتقالي محمر مع عبارة "الذكرى الأولى لثورة 18 تشرين الثاني 1963" |        | 50 فلسا | 750000       |

### إصدارات المؤتمر الدولي للموسيقى العربية
أصدرت 3 طوابع بمناسبة المؤتمر الدولي للموسيقى العربية الذي انعقد في بغداد في 28 تشرين الثاني 1964.

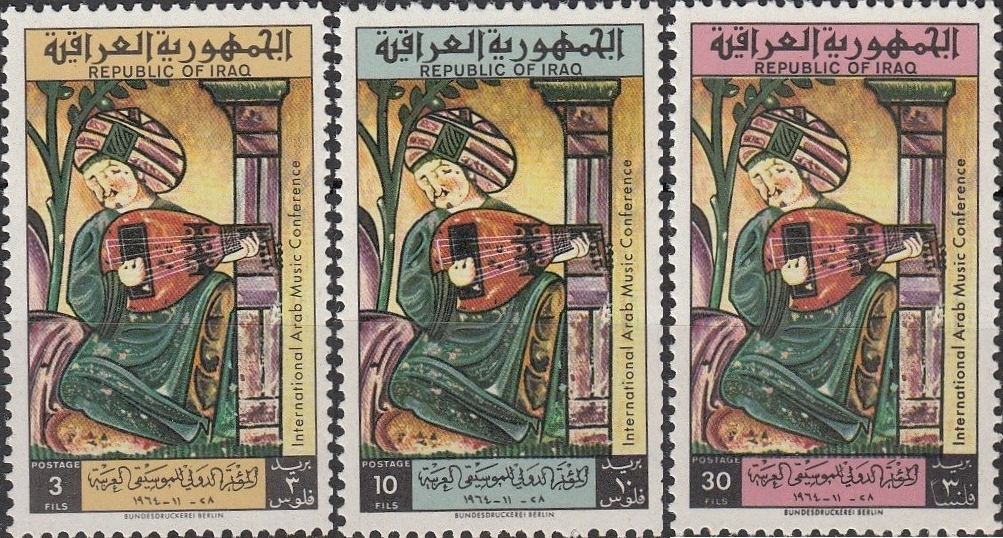
الطوابع الثلاثة لإصدار المؤتمر الدولي للموسيقى العربية في صورة واحدة

| #  | تاريخ الإصدار        | الوصف | الصورة | القيمة  | كمية الإصدار |
| -- | -------------------- | --- | ------ | ------- | ------------ |
| 18 | 26 تشرين الثاني 1964 | طابع ملون مع عبارة "المؤتمر الدولي للموسيقى العربية في 28 - 11 - 1964" وصورة لعازف عود مقتطعة من مخطوطة لقصة غرام عربية من القرن 13 اسمها "حديث بياض ورياض" |        | 3 فلوس  | 750000       |
| 19 | 26 تشرين الثاني 1964 | طابع ملون مع عبارة "المؤتمر الدولي للموسيقى العربية في 28 - 11 - 1964" وصورة لعازف عود مقتطعة من مخطوطة لقصة غرام عربية من القرن 13 اسمها "حديث بياض ورياض" |        | 10 فلوس | 1500000      |
| 20 | 26 تشرين الثاني 1964 | طابع ملون مع عبارة "المؤتمر الدولي للموسيقى العربية في 28 - 11 - 1964" وصورة لعازف عود مقتطعة من مخطوطة لقصة غرام عربية من القرن 13 اسمها "حديث بياض ورياض" |        | 30 فلسا | 750000       |

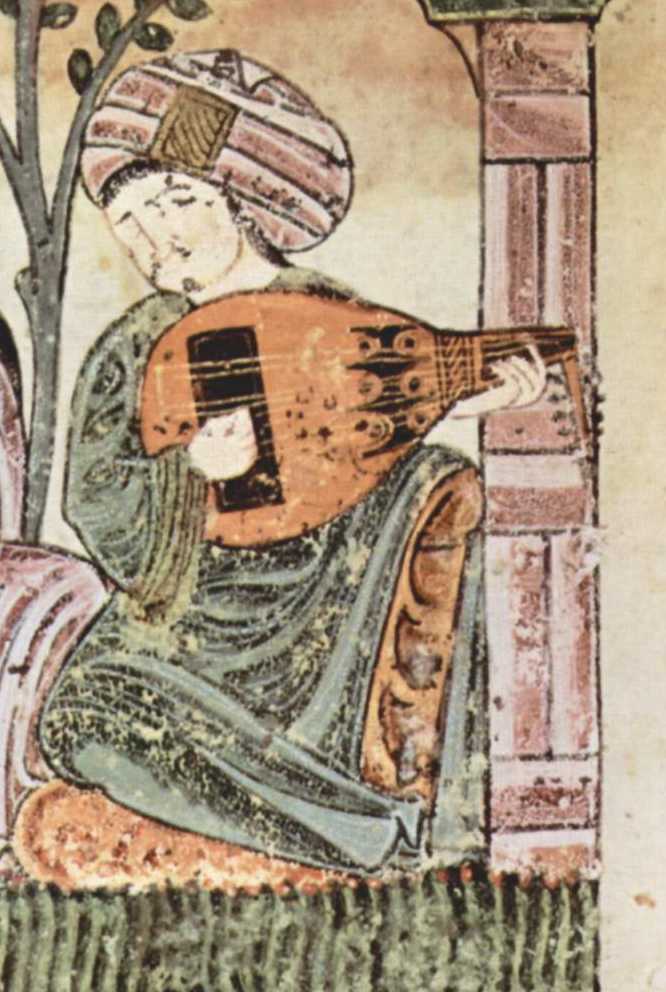
صورة العازف الأصلية من المخطوط
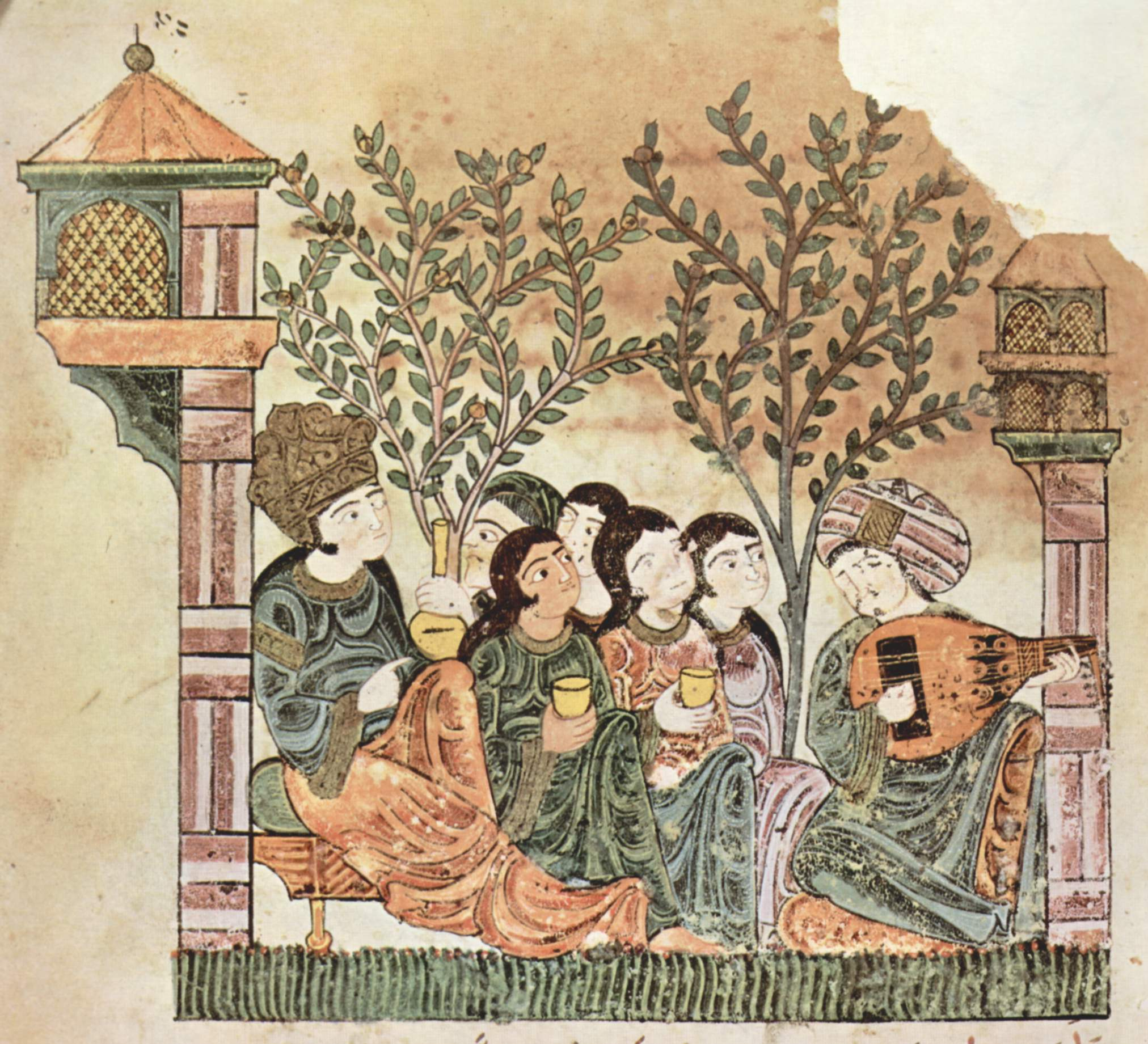
الصورة كاملة من مخطوط حديث بياض ورياض

### إصدار مؤتمر المهندسين العرب
أصدر طابع واحد بمناسبة مؤتمر المهندسين العرب التاسع في بغداد في 13 كانون الأول 1964.
| #  | تاريخ الإصدار       | الوصف                                                                           | الصورة | القيمة  | كمية الإصدار |
| -- | ------------------- | ------------------------------------------------------------------------------- | ------ | ------- | ------------ |
| 21 | 13 كانون الأول 1964 | طابع بلونين أخضر وبنفسجي مع عبارة "9th Arab Engineers Conference, Baghdad 1964" |        | 10 فلوس | 1500000      |

### إصدارات ذكرى تأسيس الاتحاد البريدي العربي
أصدرت 3 طوابع بمناسبة الذكرى العاشرة لتأسيس الاتحاد البريدي العربي، فقد أسس في 12 تموز 1954 في دمشق عاصمة سوريا.
| #  | تاريخ الإصدار       | الوصف                                                                                 | الصورة | القيمة  | كمية الإصدار |
| -- | ------------------- | ------------------------------------------------------------------------------------- | ------ | ------- | ------------ |
| 22 | 21 كانون الأول 1964 | طابع بلون أحمر قرمزي مع عبارات "1954-1964" و"الاتحاد البريدي العربي" و"المكتب الدائم" |        | 3 فلوس  | 750000       |
| 23 | 21 كانون الأول 1964 | طابع بلون بنفسجي مع عبارات "1954-1964" و"الاتحاد البريدي العربي" و"المكتب الدائم"     |        | 10 فلوس | 1500000      |
| 24 | 21 كانون الأول 1964 | طابع بلون برتقالي مع عبارات "1954-1964" و"الاتحاد البريدي العربي" و"المكتب الدائم"    |        | 30 فلسا | 750000       |

## إصدارات 1965
بلغ عدد إصدارات سنة 1965 عشرين إصدارا وقد ضمت 41 طابعا.

### إصدارات ذكرى تأسيس الجيش العراقي لسنة 1965
أصدرت 3 طوابع بمناسبة الذكرى الرابعة والأربعين لتأسيس الجيش العراقي.

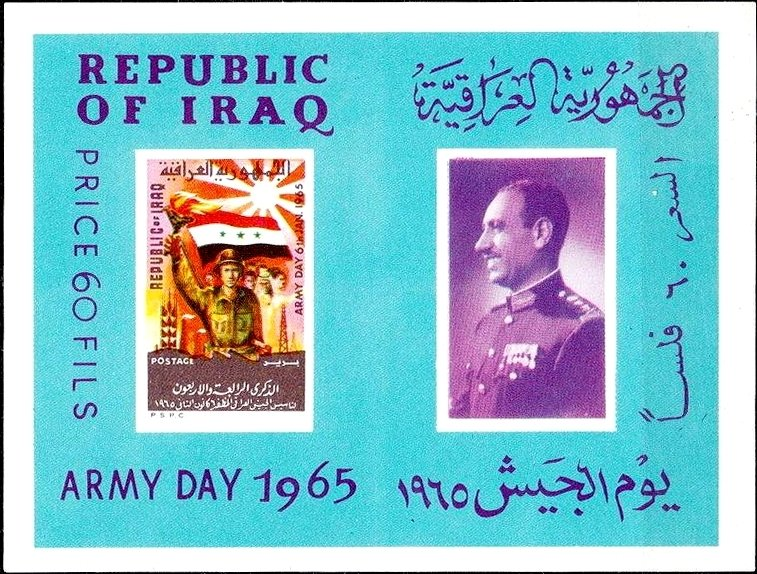
بطاقة تذكارية بالإصدار

| # | تاريخ الإصدار       | الوصف                                       | الصورة | القيمة  | كمية الإصدار |
| - | ------------------- | ------------------------------------------- | ------ | ------- | ------------ |
| 1 | 6 كانون الثاني 1965 | طابع ملون يظهر فيه صورة جندي والعلم العراقي |        | 5 فلوس  | 1500000      |
| 2 | 6 كانون الثاني 1965 | طابع ملون يظهر فيه صورة جندي والعلم العراقي |        | 15 فلسا | 750000       |
| 3 | 6 كانون الثاني 1965 | طابع ملون يظهر فيه صورة جندي والعلم العراقي |        | 30 فلسا | 500000       |

### إصدار مؤتمر وزراء العمل العرب
أصدر طابع واحد بمناسبة انعقاد المؤتمر الأول لوزراء العمل العرب في بغداد للفترة من 6 إلى 10 كانون الثاني 1965.
| # | تاريخ الإصدار       | الوصف | الصورة | القيمة  | كمية الإصدار |
| - | ------------------- | --- | ------ | ------- | ------------ |
| 4 | 6 كانون الثاني 1965 | طابع متعدد الألوان يغلب عليه الأزرق والبني والأسود مع عبارات "القرارات الاشتراكية" و"المؤتمر الأول لوزراء العمل العرب - بغداد من 6 - 10 كانون الثاني 1965" |        | 10 فلوس | 1000000      |

### إصدار افتتاح الميناء العميق
أصدر طابع واحد بمناسبة افتتاح الميناء العميق لناقلات النفط، وقد طبع في بوندسدروكري في برلين.
| # | تاريخ الإصدار        | الوصف                                                                                   | الصورة | القيمة  | كمية الإصدار |
| - | -------------------- | --------------------------------------------------------------------------------------- | ------ | ------- | ------------ |
| 5 | 30 كانون الثاني 1965 | طابع يغلب عليه اللون الأزرق مع عبارة "افتتاح الميناء العميق لناقلات النفط 1382هـ 1962م" |        | 10 فلوس |              |

### إصدار ذكرى ثورة 8 شباط
أصدر طابع واحد بمناسبة الذكرى الثانية لثورة 14 رمضان.
| # | تاريخ الإصدار | الوصف | الصورة | القيمة  | كمية الإصدار |
| - | ------------- | --- | ------ | ------- | ------------ |
| 6 | 8 شباط 1965   | طابع متعدد الألوان يظهر فيه علم العراق مع جندي يحمله بندقية وعبارة "الذكرى الثانية لثورة 14 رمضان المظفرة" |        | 10 فلوس | 1250000      |

### إصدارات أسبوع الشجرة
أصدر طابعان بمناسبة أسبوع الشجرة.
| # | تاريخ الإصدار | الوصف                                                                      | الصورة | القيمة | كمية الإصدار |
| - | ------------- | -------------------------------------------------------------------------- | ------ | ------ | ------------ |
| 7 | 6 أذار 1965   | طابع متعدد الألوان تظهر فيه صورة شجرة وعبارة "أسبوع الشجرة 1965" بلون أحمر |        | 6 فلوس |              |
| 8 | 6 أذار 1965   | طابع متعدد الألوان تظهر فيه صورة شجرة وعبارة "أسبوع الشجرة 1965" بلون أسود |        | 10 فلس |              |

### إصدارات الاتحاد العام العربي للتأمين
أصدرت 3 طوابع احتفاء بالاتحاد العام العربي للتأمين.
| #  | تاريخ الإصدار | الوصف                                                               | الصورة | القيمة  | كمية الإصدار |
| -- | ------------- | ------------------------------------------------------------------- | ------ | ------- | ------------ |
| 9  | 24 أذار 1965  | طابع بلون أزرق مع عبارة "الاتحاد العام العربي للتأمين - أذار 1965"  |        | 3 فلوس  | 1000000      |
| 10 | 24 أذار 1965  | طابع بلون رصاصي مع عبارة "الاتحاد العام العربي للتأمين - أذار 1965" |        | 10 فلوس | 1000000      |
| 11 | 24 أذار 1965  | طابع بلون وردي مع عبارة "الاتحاد العام العربي للتأمين - أذار 1965"  |        | 30 فلسا | 500000       |

### إصدارات ذكرى مجزرة دير ياسين
أصدر طابعان في ذكرى مجزرة دير ياسين.
| #  | تاريخ الإصدار | الوصف | الصورة | القيمة  | كمية الإصدار |
| -- | ------------- | --- | ------ | ------- | ------------ |
| 12 | 9 نيسان 1965  | طابع بلون رمادي داكن وتظهر فيه خريطة فلسطين يخترقها سكين وتظهر أسماء بعض المدن الفلسطينية وعبارة "ذكرى مجزرة دير ياسين 9-4-1965" |        | 10 فلوس | 1000000      |
| 13 | 9 نيسان 1965  | طابع بلون بني باهت وتظهر فيه خريطة فلسطين يخترقها سكين وتظهر أسماء بعض المدن الفلسطينية وعبارة "ذكرى مجزرة دير ياسين 9-4-1965"   |        | 20 فلسا | 500000       |

### إصدارات يوم الصحة العالمي
أصدر 3 طوابع بمناسبة يوم الصحة العالمي.
| #  | تاريخ الإصدار | الوصف                                                                       | الصورة | القيمة  | كمية الإصدار |
| -- | ------------- | --------------------------------------------------------------------------- | ------ | ------- | ------------ |
| 14 | 30 نيسان 1965 | طابع مثلث ملون مع عبارة "مرض الجدري - ذكرى تأسيس منظمة الصحة العالمية 1965" |        | 3 فلوس  | 975000       |
| 15 | 30 نيسان 1965 | طابع مثلث ملون مع عبارة "مرض الجدري - ذكرى تأسيس منظمة الصحة العالمية 1965" |        | 10 فلوس | 975000       |
| 16 | 30 نيسان 1965 | طابع مثلث ملون مع عبارة "مرض الجدري - ذكرى تأسيس منظمة الصحة العالمية 1965" |        | 20 فلسا | 975000       |

### إصدارات الاتحاد الدولي للمواصلات السلكية واللاسلكية
أصدر طابعان في ذكرى العيد المئوي للاتحاد الدولي للمواصلات السلكية واللاسلكية.
| #  | تاريخ الإصدار | الوصف                                                                                                  | الصورة | القيمة  | كمية الإصدار |
| -- | ------------- | --- | ------ | ------- | ------------ |
| 17 | 17 أيار 1965  | طابع معين الشكل بخلفية رمادية مع عبارة "العيد المئوي للاتحاد الدولي للمواصلات السلكية واللاسلكية"      |        | 10 فلوس | 1000000      |
| 18 | 17 أيار 1965  | طابع معين الشكل بخلفية زرقاء فاتحة مع عبارة "العيد المئوي للاتحاد الدولي للمواصلات السلكية واللاسلكية" |        | 20 فلسا | 500000       |

### إصدار ميثاق الوحدة العربية
أصدر طابع واحد بمناسبة الذكرى الأولى لانبثاق ميثاق الوحدة العربية.
| #  | تاريخ الإصدار | الوصف | الصورة | القيمة  | كمية الإصدار |
| -- | ------------- | --- | ------ | ------- | ------------ |
| 19 | 26 أيار 1965  | طابع متعدد الألوان يظهر فيه علم العراق مع خريطة الدول العربية وعبارة "26 مايس 1965 ذكرى انبثاق ميثاق الوحدة العربية" |        | 10 فلوس | 1000000      |

### إصدارات مكتبة الجزائر المحترقة
أصدر طابعان لصالح مكتبة الجزائر ضمن إصدار عربي موحد. وقد أقدم منظمة الجيش السري الفرنسي على حرق المكتبة في 7 حزيران 1962.
| #  | تاريخ الإصدار | الوصف                                                                                             | الصورة | القيمة  | كمية الإصدار |
| -- | ------------- | ------------------------------------------------------------------------------------------------- | ------ | ------- | ------------ |
| 20 | 7 حزيران 1965 | طابع ملون يغلب عليه اللون الأحمر مع فانوس ملون بعلم الجزائر وعبارة "لصالح مكتبة الجزائر المحترقة" |        | 5 فلوس  | 1000000      |
| 21 | 7 حزيران 1965 | طابع ملون يغلب عليه اللون الأخضر مع فانوس ملون بعلم الجزائر وعبارة "لصالح مكتبة الجزائر المحترقة" |        | 10 فلوس | 1000000      |

### إصدارات ذكرى ثورة العشرين
أصدر طابعان في ذكرى ثورة العشرين.
| #  | تاريخ الإصدار  | الوصف                                                                                                 | الصورة | القيمة  | كمية الإصدار |
| -- | -------------- | --- | ------ | ------- | ------------ |
| 22 | 30 حزيران 1965 | طابع ملون بخلفية زرقاء فاتحة وصورة نار مشتعلة ورجل يحمل عصا "المكوار" وشمس مكتوب وسطها 30 حزيران 1965 |        | 5 فلوس  | 1000000      |
| 23 | 30 حزيران 1965 | طابع ملون بخلفية صفراء وصورة نار مشتعلة ورجل يحمل عصا "المكوار" وشمس مكتوب وسطها 30 حزيران 1965       |        | 10 فلوس | 1000000      |

### إصدار المولد النبوي
أصدر طابع واحد في ذكرى المولد النبوي.
| #  | تاريخ الإصدار | الوصف                                                                                                 | الصورة | القيمة  | كمية الإصدار |
| -- | ------------- | --- | ------ | ------- | ------------ |
| 24 | 11 تموز 1965  | طابع مثلث ملون بنقوش مع صورة للمسجد النبوي في وسطه مع عبارة "المولد النبوي الشريف 12 ربيع الأول 1385" |        | 10 فلوس | 1000000      |

### إصدار الذكرى السابعة لثورة 14 تموز 1958
أصدر طابع واحد الذكرى السابعة لثورة 14 تموز 1958.
| #  | تاريخ الإصدار | الوصف                                                  | الصورة | القيمة  | كمية الإصدار |
| -- | ------------- | ------------------------------------------------------ | ------ | ------- | ------------ |
| 25 | 14 تموز 1965  | طابع ملون مع عبارة "الذكرى السابعة لثورة 14 تموز 1965" |        | 10 فلوس | 1000000      |

### إصدارات السنة التعاونية الدولية
أصدرت 3 طوابع احتفاء بالسنة التعاونية الدولية أو سنة التعاون الدولي للأمم المتحدة 1965.
| #  | تاريخ الإصدار | الوصف                                                                                | الصورة | القيمة  | كمية الإصدار |
| -- | ------------- | ------------------------------------------------------------------------------------ | ------ | ------- | ------------ |
| 26 | 13 آب 1965    | طابع بلون برتقالي مع عبارة "السنة التعاونية الدولية" وتاريخ "13 آب 1965" و"بريد جوي" |        | 5 فلوس  | 1000000      |
| 27 | 13 آب 1965    | طابع بلون زيتوني مع عبارة "السنة التعاونية الدولية" وتاريخ "13 آب 1965" و"بريد جوي"  |        | 10 فلوس | 500000       |
| 28 | 13 آب 1965    | طابع بلون أزرق مع عبارة "السنة التعاونية الدولية" وتاريخ "13 آب 1965" و"بريد جوي"    |        | 30 فلسا | 500000       |

### إصدار معرض بغداد العربي
أصدر طابع واحد بمناسبة معرض بغداد العربي الثاني.
| #  | تاريخ الإصدار       | الوصف                                                                           | الصورة | القيمة  | كمية الإصدار |
| -- | ------------------- | ------------------------------------------------------------------------------- | ------ | ------- | ------------ |
| 29 | 22 تشرين الأول 1965 | طابع ملون بخلفية رمادية مع عبارة "معرض بغداد العربي الثاني" وعبارة "معرض بغداد" |        | 10 فلوس | 1000000      |

### إصدارات ذكرى ثورة 18 تشرين الثاني 1963
أصدرت 3 طوابع بمناسبة الذكرى الثانية لثورة 18 تشرين الثاني 1963.
| #  | تاريخ الإصدار        | الوصف | الصورة | القيمة  | كمية الإصدار |
| -- | -------------------- | --- | ------ | ------- | ------------ |
| 30 | 18 تشرين الثاني 1965 | طابع بخلفية برتقالية وصورة الرئيس عبد السلام عارف مع عبارة "الذكرى الثانية لثورة 18 تشرين الثاني 1965"    |        | 5 فلوس  | 500000       |
| 31 | 18 تشرين الثاني 1965 | طابع بخلفية زرقاء فاتحة وصورة الرئيس عبد السلام عارف مع عبارة "الذكرى الثانية لثورة 18 تشرين الثاني 1965" |        | 10 فلوس | 500000       |
| 32 | 18 تشرين الثاني 1965 | طابع بخلفية بنفسجية وصورة الرئيس عبد السلام عارف مع عبارة "الذكرى الثانية لثورة 18 تشرين الثاني 1965"     |        | 50 فلسا | 500000       |

### إصدارات التعداد العام
أصدرت 3 طوابع بمناسبة التعداد العام لسنة 1965.

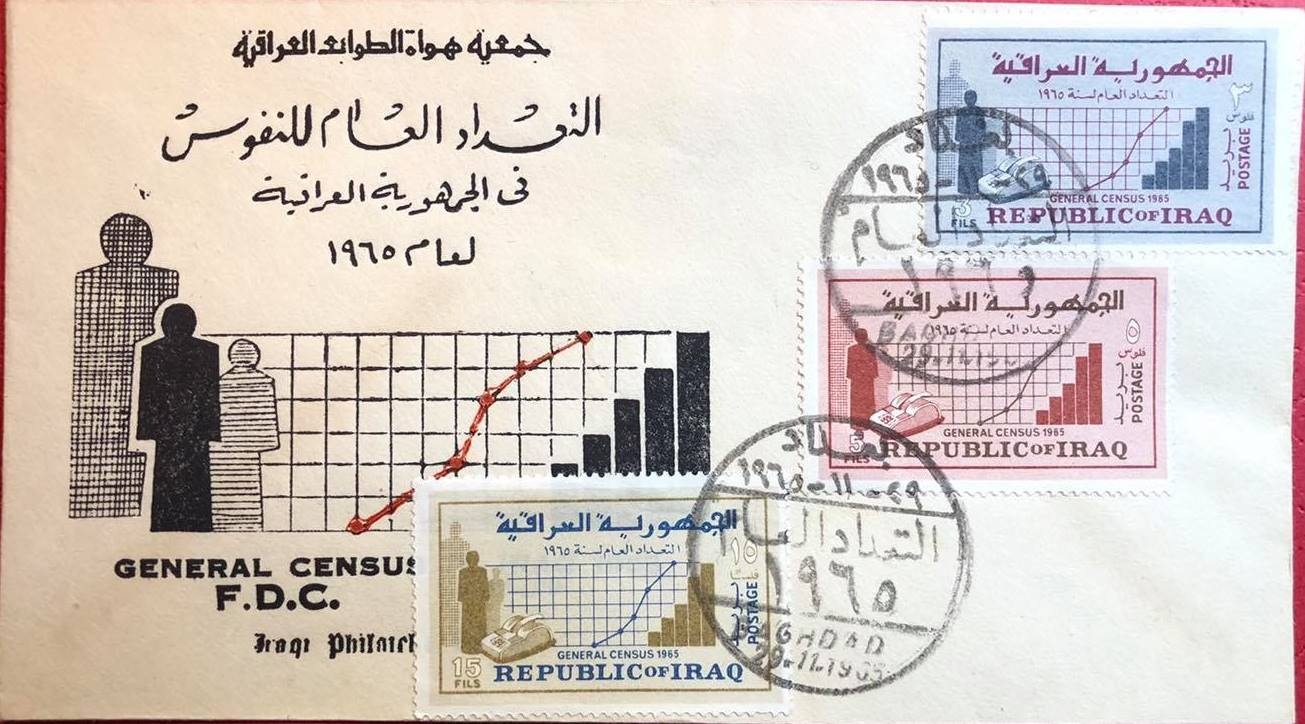
غلاف أول يوم

| #  | تاريخ الإصدار        | الوصف                                                                     | الصورة | القيمة  | كمية الإصدار |
| -- | -------------------- | ------------------------------------------------------------------------- | ------ | ------- | ------------ |
| 33 | 29 تشرين الثاني 1965 | طابع بخلفية رصاصية وكتابة ونقوش قرمزية مع عبارة "التعداد العام لسنة 1965" |        | 3 فلوس  | 1000000      |
| 34 | 29 تشرين الثاني 1965 | طابع بخلفية برتقالية وكتابة ونقوش بنية مع عبارة "التعداد العام لسنة 1965" |        | 5 فلوس  | 1000000      |
| 35 | 29 تشرين الثاني 1965 | طابع بخلفية بنية وكتابة ونقوش زرقاء مع عبارة "التعداد العام لسنة 1965"    |        | 15 فلسا | 500000       |

### إصدارات تدشين طائرات الترايدنت
أصدرت 3 طوابع بمناسبة تدشين طائرات هوكر سايدلي ترايدنت المملوكة للخطوط الجوية العراقية والتي امتلكت منها 3 طائرات.
| #  | تاريخ الإصدار      | الوصف                                                                                              | الصورة | القيمة  | كمية الإصدار |
| -- | ------------------ | -------------------------------------------------------------------------------------------------- | ------ | ------- | ------------ |
| 36 | 3 كانون الأول 1965 | طابع بخلفية زرقاء وأرض وردية مع عبارة "بمناسبة تدشين طائرات الترايدنت 1965" وعبارة "بريد جوي"      |        | 5 فلوس  | 1000000      |
| 37 | 3 كانون الأول 1965 | طابع بخلفية زرقاء وأرض بنية مصفرة مع عبارة "بمناسبة تدشين طائرات الترايدنت 1965" وعبارة "بريد جوي" |        | 10 فلوس | 1000000      |
| 38 | 3 كانون الأول 1965 | طابع بخلفية زرقاء وأرض بنفسجية مع عبارة "بمناسبة تدشين طائرات الترايدنت 1965" وعبارة "بريد جوي"    |        | 40 فلسا | 500000       |

### إصدارات مؤتمر التمور
أصدرت 3 طوابع بمناسبة مؤتمر التمور الدولي الثاني في بغداد سنة 1965.

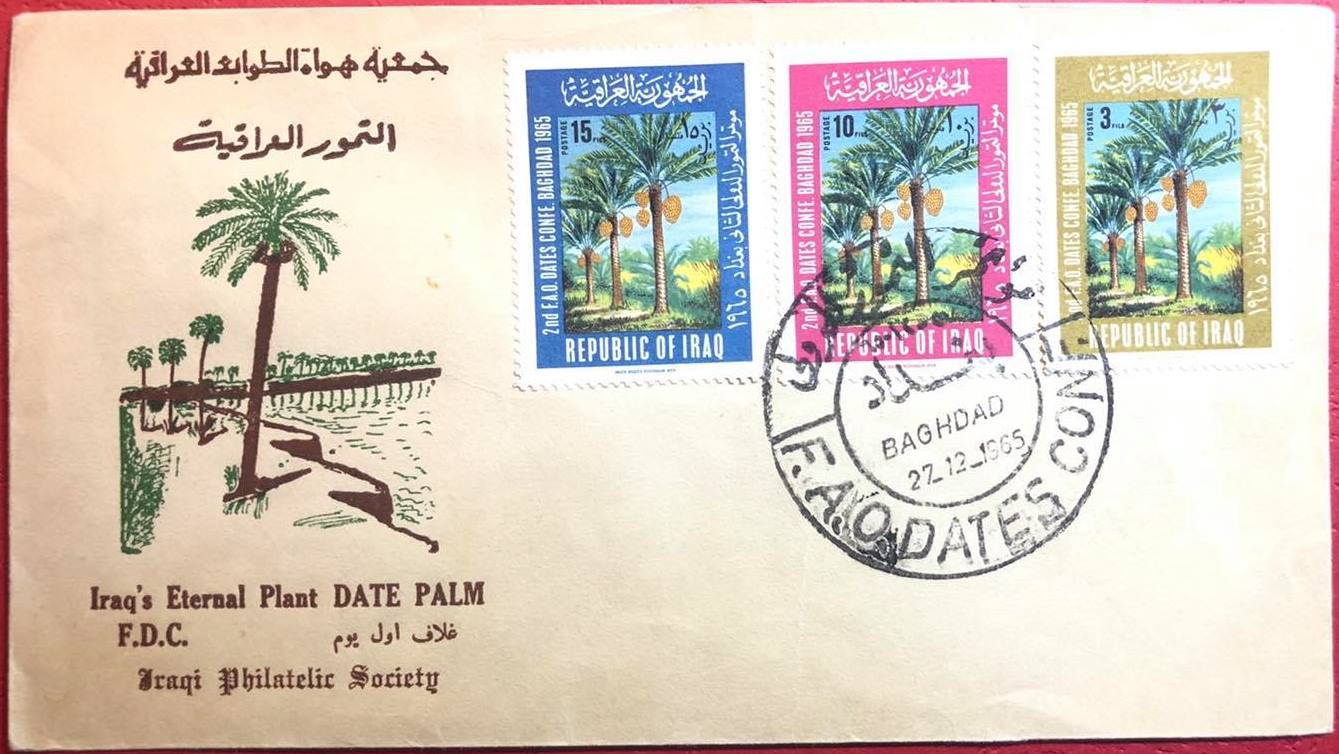
غلاف أول يوم

| #  | تاريخ الإصدار       | الوصف                                                                       | الصورة | القيمة  | كمية الإصدار |
| -- | ------------------- | --------------------------------------------------------------------------- | ------ | ------- | ------------ |
| 39 | 27 كانون الأول 1965 | طابع بإطار بني وصورة نخيل مع عبارة "مؤتمر التمور الدولي الثاني بغداد 1965"  |        | 3 فلوس  | 1000000      |
| 40 | 27 كانون الأول 1965 | طابع بإطار وردي وصورة نخيل مع عبارة "مؤتمر التمور الدولي الثاني بغداد 1965" |        | 10 فلوس | 1000000      |
| 41 | 27 كانون الأول 1965 | طابع بإطار أزرق وصورة نخيل مع عبارة "مؤتمر التمور الدولي الثاني بغداد 1965" |        | 15 فلسا | 500000       |

## إصدارات 1966
بلغ عدد إصدارات سنة 1966 اثنا عشر إصدارا وقد ضمت 32 طابعا.

### إصدارات ذكرى تأسيس الجيش العراقي لسنة 1966
أصدرت 3 طوابع بمناسبة الذكرى الخامسة والأربعين لتأسيس الجيش العراقي.
| # | تاريخ الإصدار       | الوصف                                                                                              | الصورة | القيمة  | كمية الإصدار |
| - | ------------------- | -------------------------------------------------------------------------------------------------- | ------ | ------- | ------------ |
| 1 | 6 كانون الثاني 1966 | طابع ملون يظهر فيه تمثال لجنود مع إطار وردي وعبارة "الذكرى الخامسة والأربعون لتأسيس الجيش العراقي" |        | 2 فلسان | 2000000      |
| 2 | 6 كانون الثاني 1966 | طابع ملون يظهر فيه تمثال لجنود مع إطار بني وعبارة "الذكرى الخامسة والأربعون لتأسيس الجيش العراقي"  |        | 5 فلوس  | 1500000      |
| 3 | 6 كانون الثاني 1966 | طابع ملون يظهر فيه تمثال لجنود مع إطار أخضر وعبارة "الذكرى الخامسة والأربعون لتأسيس الجيش العراقي" |        | 40 فلسا | 500000       |

### إصدارات ثورة 14 رمضان
أصدر طابعان بمناسبة الذكرى الثالثة لثورة 14 رمضان.
| # | تاريخ الإصدار | الوصف | الصورة | القيمة  | كمية الإصدار |
| - | ------------- | --- | ------ | ------- | ------------ |
| 4 | 8 شباط 1966   | طابع متعدد الألوان يظهر فيه علم العراق رأس العقاب بلون أخضر وخلفية مارونية وإطار أزرق رصاصي وعبارة "الذكرى الثالثة لثورة 14 رمضان 8 شباط \ 1966" |        | 5 فلوس  | 1000000      |
| 5 | 8 شباط 1966   | طابع متعدد الألوان يظهر فيه علم العراق رأس العقاب بلون أصفر وخلفية زرقاء وإطار أصفر وعبارة "الذكرى الثالثة لثورة 14 رمضان 8 شباط \ 1966"         |        | 10 فلوس | 1000000      |

### إصدارات أسبوع الدعوة العربية
أصدر طابعان احتفاء بأسبوع الدعوة العربية.
| # | تاريخ الإصدار | الوصف | الصورة | القيمة  | كمية الإصدار |
| - | ------------- | --- | ------ | ------- | ------------ |
| 6 | 15 آذار 1966  | طابع متعدد الألوان شعار جامعة الدول العربية بلون أخضر وحزمة عصي بلون بني وخلفية برتقالية وعبارة "أسبوع الدعوة العربية" وعبارة "الاتحاد قوة" |        | 5 فلوس  | 1000000      |
| 7 | 15 آذار 1966  | طابع متعدد الألوان شعار جامعة الدول العربية بلون أزرق وحزمة عصي بلون وردي وخلفية زيتونية وعبارة "أسبوع الدعوة العربية" وعبارة "الاتحاد قوة" |        | 15 فلسا | 1000000      |

### إصدارات الدورة الثالثة لكأس العرب
أصدرت 3 طوابع بمناسبة الدورة الثالثة لكأس العرب لكرة القدم في بغداد.

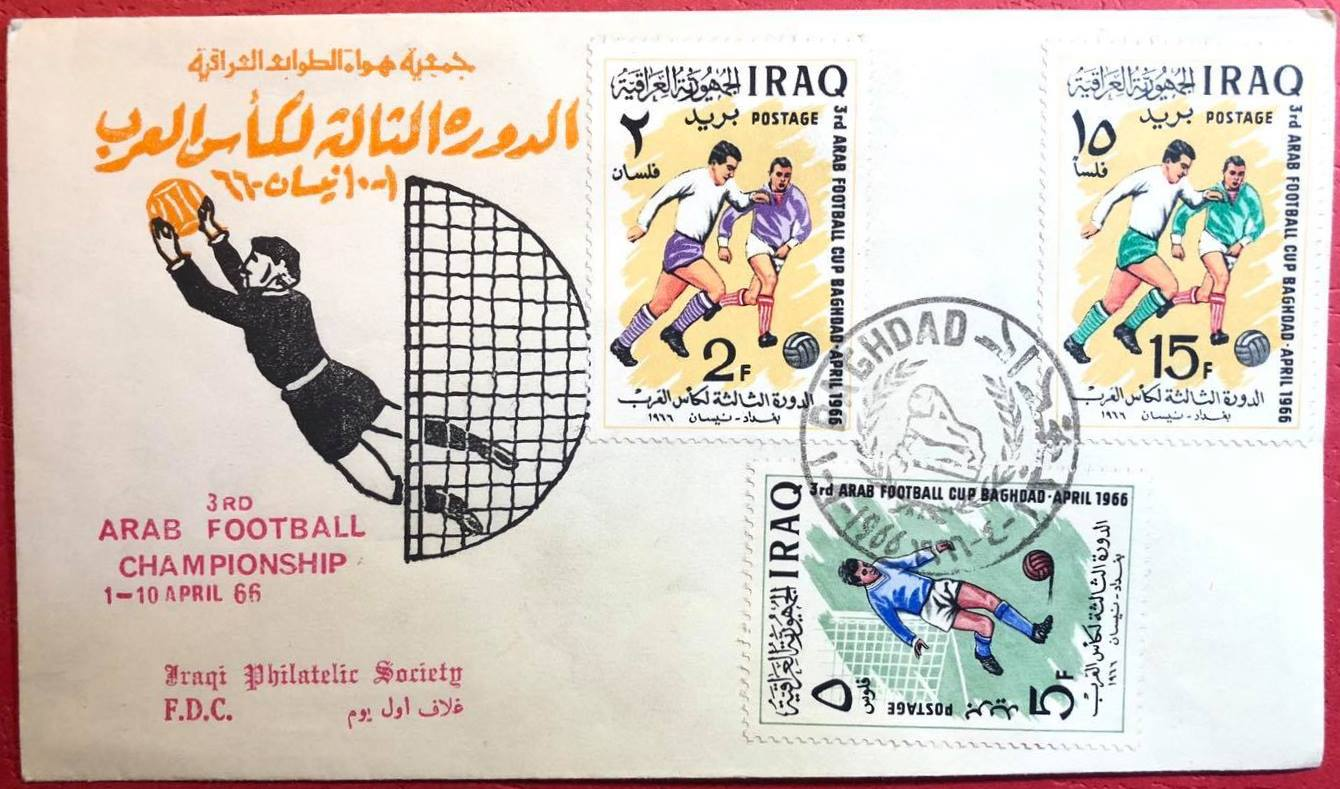
غلاف أول يوم لطوابع الدورة الثالثة لكأس العرب

| #  | تاريخ الإصدار | الوصف                                                                                         | الصورة | القيمة  | كمية الإصدار |
| -- | ------------- | --------------------------------------------------------------------------------------------- | ------ | ------- | ------------ |
| 8  | 1 نيسان 1966  | طابع متعدد الألوان يظهر لاعبي كرة قدم وعبارة "الدورة الثالثة لكأس العرب - بغداد - نيسان 1966" |        | 2 فلسان | 500000       |
| 9  | 1 نيسان 1966  | طابع متعدد الألوان يظهر لاعب كرة قدم وعبارة "الدورة الثالثة لكأس العرب - بغداد - نيسان 1966"  |        | 5 فلوس  | 500000       |
| 10 | 1 نيسان 1966  | طابع متعدد الألوان يظهر لاعبي كرة قدم وعبارة "الدورة الثالثة لكأس العرب - بغداد - نيسان 1966" |        | 15 فلسا | 500000       |

### إصدارات يوم العمال (1966)
أصدر طابعان احتفاء بيوم العمال.
| #  | تاريخ الإصدار | الوصف                                                 | الصورة | القيمة  | كمية الإصدار |
| -- | ------------- | ----------------------------------------------------- | ------ | ------- | ------------ |
| 11 | 1 أيار 1966   | طابع بخلفية خضراء وعبارة "1 مايس" وعبارة "يوم العمال" |        | 15 فلسا | 2000000      |
| 12 | 1 أيار 1966   | طابع بخلفية حمراء وعبارة "1 مايس" وعبارة "يوم العمال" |        | 25 فلسا | 1000000      |

### إصدارات إنقاذ آثار بلاد النوبة
أصدرت 3 طوابع تدعو لإنقاذ آثار بلاد النوبة. آثار بلاد النوبة هي:
- معابد رمسيس الثاني في أبو سمبل، عمدا
- وادي السبوع، كلابشة
- فيلة (جزيرة أجيليكا)
- محاجر الجرانيت القديمة والمسلة غير المكتملة في أسوان
- المقبرة الإسلامية
- أنقاض مدينة إلفنتين القديمة
- دير القديس سمعان
- مقابر الدولة القديمة والوسطى في أسوان (ما يعرف بمقابر النبلاء).

هدد بناء السد العالي بأسوان في الستينيات هذه الآثار بغمرها، لكن أمكن الحفاظ عليها جميعًا بفضل الجهود التي بذلتها حملة دولية أطلقتها اليونسكو في الفترة من 1960 إلى 1980.
| #  | تاريخ الإصدار | الوصف                                                                                            | الصورة | القيمة  | كمية الإصدار |
| -- | ------------- | ------------------------------------------------------------------------------------------------ | ------ | ------- | ------------ |
| 13 | 20 أيار 1966  | طابع بخلفية زيتونية وصورة تمثال نفرتيتي بلون أصفر وشعار اليونسكو وعبارة "إنقاذ آثار بلاد النوبة" |        | 5 فلوس  | 1000000      |
| 14 | 20 أيار 1966  | طابع بخلفية زرقاء وصورة تمثال نفرتيتي بلون أصفر وشعار اليونسكو وعبارة "إنقاذ آثار بلاد النوبة"   |        | 15 فلسا | 1000000      |
| 15 | 20 أيار 1966  | طابع بخلفية بني وصورة آثار أبو سمبل وشعار اليونسكو وعبارة "إنقاذ آثار بلاد النوبة"               |        | 40 فلسا | 500000       |

### إصدارات ذكرى ثورة 14 تموز
أصدرت 3 طوابع بمناسبة الذكرى الثامنة لثورة 14 تموز.
| #  | تاريخ الإصدار | الوصف | الصورة | القيمة  | كمية الإصدار |
| -- | ------------- | --- | ------ | ------- | ------------ |
| 16 | 14 تموز 1966  | طابع على شكل علم العراق وصورة الرئيس عبد السلام عارف في يمين الطابع مع عبارة "الذكرى الثامنة لثورة 14 تموز 1958" |        | 5 فلوس  | 1000000      |
| 17 | 14 تموز 1966  | طابع على شكل علم العراق وصورة الرئيس عبد السلام عارف في يمين الطابع مع عبارة "الذكرى الثامنة لثورة 14 تموز 1958" |        | 15 فلسا | 1000000      |
| 18 | 14 تموز 1966  | طابع على شكل علم العراق وصورة الرئيس عبد السلام عارف في يمين الطابع مع عبارة "الذكرى الثامنة لثورة 14 تموز 1958" |        | 50 فلسا | 500000       |

### إصدارات المولد النبوي (1386 هـ)
أصدرت 3 طوابع بمناسبة الذكرى المولد النبوي.
| #  | تاريخ الإصدار | الوصف | الصورة | القيمة  | كمية الإصدار |
| -- | ------------- | --- | ------ | ------- | ------------ |
| 19 | 22 تموز 1966  | طابع مربع بإطار زيتوني ونقش دائري في وسطه الحديث النبوي "إنما بعثت لأتمم مكارم الأخلاق" بخط الثلث مع عبارة "ذكرى المولد النبوي الشريف 12 ربيع الأول 1386"     |        | 5 فلوس  | 1000000      |
| 20 | 22 تموز 1966  | طابع مربع بإطار أزرق سمائي ونقش دائري في وسطه الحديث النبوي "إنما بعثت لأتمم مكارم الأخلاق" بخط الثلث مع عبارة "ذكرى المولد النبوي الشريف 12 ربيع الأول 1386" |        | 15 فلسا | 1000000      |
| 21 | 22 تموز 1966  | طابع مربع بإطار أخضر فاتح ونقش دائري في وسطه الحديث النبوي "إنما بعثت لأتمم مكارم الأخلاق" بخط الثلث مع عبارة "ذكرى المولد النبوي الشريف 12 ربيع الأول 1386"  |        | 30 فلسا | 500000       |

### إصدارات افتتاح المتحف العراقي
أصدرت 3 طوابع بمناسبة افتتاح المتحف العراقي الجديد في بغداد سنة 1966.
| #  | تاريخ الإصدار       | الوصف | الصورة | القيمة  | كمية الإصدار |
| -- | ------------------- | --- | ------ | ------- | ------------ |
| 22 | 9 تشرين الثاني 1966 | طابع ملون يظهر فيه جزء من مبنى المتحف وتمثال أثري مع عبارة "افتتاح المتحف العراقي الجديد - بغداد - 1966"      |        | 15 فلسا | 1000000      |
| 23 | 9 تشرين الثاني 1966 | طابع ملون بخلفية زرقاء يظهر فيه تمثال شبعاد مع عبارة "افتتاح المتحف العراقي الجديد - بغداد - 1966"            |        | 50 فلسا | 1000000      |
| 24 | 9 تشرين الثاني 1966 | طابع ملون بخلفية حمراء يظهر فيه تمثال رأس سرجون الأكدي مع عبارة "افتتاح المتحف العراقي الجديد - بغداد - 1966" |        | 80 فلسا | 500000       |

### إصدارات ذكرى ثورة 18 تشرين الثاني 1963
أصدر طابعان بمناسبة الذكرى الثالثة لثورة 18 تشرين الثاني 1963.
| #  | تاريخ الإصدار        | الوصف                                                                         | الصورة | القيمة  | كمية الإصدار |
| -- | -------------------- | ----------------------------------------------------------------------------- | ------ | ------- | ------------ |
| 25 | 18 تشرين الثاني 1966 | طابع ملون يتميز بلون أزرق مع عبارة "الذكرى الثالثة لثورة 18 تشرين المباركة"   |        | 15 فلسا | 1500000      |
| 26 | 18 تشرين الثاني 1966 | طابع ملون يتميز بلون بنفسجي مع عبارة "الذكرى الثالثة لثورة 18 تشرين المباركة" |        | 25 فلسا | 500000       |

### إصدارات الاتحاد العربي الدولي للسياحة
أصدرت 4 طوابع بمناسبة اجتماعات الاتحاد العربي الدولي للسياحة في بغداد سنة 1966.
| #  | تاريخ الإصدار      | الوصف | الصورة | القيمة  | كمية الإصدار |
| -- | ------------------ | --- | ------ | ------- | ------------ |
| 27 | 3 كانون الأول 1966 | طابع ملون بخلفية رمادية وطائر اللقلق مع عبارة "الاتحاد العربي الدولي للسياحة - بغداد 1966"                                               |        | 2 فلسان | 2500000      |
| 28 | 3 كانون الأول 1966 | طابع ملون بإطار أصفر مع صورة لشخصين يركبان بساط الريح كما في قصص ألف ليلة وليلة مع عبارة "افتتاح المتحف العراقي الجديد - بغداد - 1966"   |        | 5 فلوس  | 1500000      |
| 29 | 3 كانون الأول 1966 | طابع ملون بخلفية زرقاء وطائر اللقلق مع عبارة "الاتحاد العربي الدولي للسياحة - بغداد 1966"                                                |        | 15 فلسا | 2500000      |
| 30 | 3 كانون الأول 1966 | طابع ملون بإطار بنفسجي مع صورة لشخصين يركبان بساط الريح كما في قصص ألف ليلة وليلة مع عبارة "افتتاح المتحف العراقي الجديد - بغداد - 1966" |        | 50 فلسا | 1500000      |

### إصدارات ذكرى تأسيس اليونسكو
أصدر طابعان بمناسبة الذكرى العشرين لتأسيس اليونسكو سنة 1966.
| #  | تاريخ الإصدار       | الوصف | الصورة | القيمة  | كمية الإصدار |
| -- | ------------------- | --- | ------ | ------- | ------------ |
| 31 | 30 كانون الأول 1966 | طابع متعدد الألوان يمتاز بلون أزرق في الطابع مع شعار اليونسكو وعبارة "العيد العشرون لتأسيس اليونسكو" وتواريخ "1946-1966" |        | 5 فلوس  | 1000000      |
| 32 | 30 كانون الأول 1966 | طابع متعدد الألوان يمتاز بلون أحمر في الطابع مع شعار اليونسكو وعبارة "العيد العشرون لتأسيس اليونسكو" وتواريخ "1946-1966" |        | 15 فلسا | 1000000      |

## إصدارات 1967
بلغ عدد إصدارات سنة 1967 اثنا عشر إصدارا وقد ضمت 46 طابعا.

### إصدارات ذكرى تأسيس الجيش العراقي لسنة 1967
أصدر طابعان بمناسبة الذكرى السادسة والأربعين لتأسيس الجيش العراقي.
| # | تاريخ الإصدار       | الوصف | الصورة | القيمة  | كمية الإصدار |
| - | ------------------- | --- | ------ | ------- | ------------ |
| 1 | 6 كانون الثاني 1967 | طابع بخلفية زيتونية ورسم لجندي وآليات عسكرية تطلق الصواريخ وعبارة "يوم الجيش العراقي المظفر 6 كانون الثاني 1967" |        | 15 فلسا | 1500000      |
| 2 | 6 كانون الثاني 1967 | طابع بخلفية بنفسجية ورسم لجندي وآليات عسكرية تطلق الصواريخ وعبارة "يوم الجيش العراقي المظفر 6 كانون الثاني 1967" |        | 20 فلسا | 750000       |

### إصدارات ذكرى ثورة 14 رمضان
أصدر طابعان بمناسبة الذكرى الرابعة لثورة 14 رمضان، والطابعان يشبهان طبعة الذكرى الأولى سنة 1964، والبطاقة ذاتها مع توشيح وتعديل القيمة.

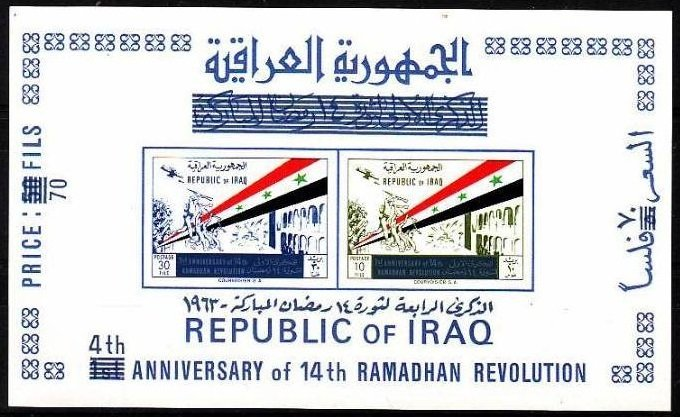
بطاقة تذكارية بالمناسبة يظهر فيها طابعان، والبطاقة تشبه بطاقة الذكرى الأولى سنة 1964 من توشيح وتعديل القيمة
الأبعاد (125 × 75ملم)

| # | تاريخ الإصدار | الوصف | الصورة | القيمة  | كمية الإصدار |
| - | ------------- | --- | ------ | ------- | ------------ |
| 3 | 8 شباط 1967   | طابع بخلفية بيضاء وتلوين أزرق وصورة العلم العراقي وعبارة "الذكرى الرابعة لثورة 14 رمضان المباركة 1963"      |        | 10 فلوس | 1500000      |
| 4 | 8 شباط 1967   | طابع بخلفية بيضاء وتلوين أزرق غامق وصورة العلم العراقي وعبارة "الذكرى الرابعة لثورة 14 رمضان المباركة 1963" |        | 30 فلسا | 750000       |

### إصدارات مؤتمر البترول العربي
أصدرت 4 طوابع انعقاد مؤتمر البترول العربي السادس في بغداد.
| # | تاريخ الإصدار | الوصف | الصورة | القيمة  | كمية الإصدار |
| - | ------------- | --- | ------ | ------- | ------------ |
| 5 | 6 آذار 1967   | طابع بخلفية خضراء غامقة وصورة لبرج وأنبوب نفط وشعار جامعة الدول العربية وعبارة "جامعة الدول العربية - مؤتمر البترول العربي السادس - بغداد - آذار 1967" |        | 5 فلوس  | 1500000      |
| 6 | 6 آذار 1967   | طابع بخلفية خضراء وصورة لمصفاة نفط وشعار جامعة الدول العربية وعبارة "مؤتمر البترول العربي السادس - بغداد آذار 1967"                                    |        | 15 فلسا | 1500000      |
| 7 | 6 آذار 1967   | طابع بخلفية زرقاء غامقة وصورة لبرج وأنبوب نفط وشعار جامعة الدول العربية وعبارة "جامعة الدول العربية - مؤتمر البترول العربي السادس - بغداد - آذار 1967" |        | 40 فلسا | 750000       |
| 8 | 6 آذار 1967   | طابع بخلفية زرقاء وصورة لمصفاة نفط وشعار جامعة الدول العربية وعبارة "مؤتمر البترول العربي السادس - بغداد آذار 1967"                                    |        | 50 فلسا | 750000       |

### إصدارات السنة الهجرية الجديدة
أصدر طابعان بمناسبة السنة الهجرية الجديدة.
| #  | تاريخ الإصدار | الوصف                                                                               | الصورة | القيمة  | كمية الإصدار |
| -- | ------------- | ----------------------------------------------------------------------------------- | ------ | ------- | ------------ |
| 9  | 11 نيسان 1967 | طابع متعدد الألوان بخلفية خضراء وعبارة "ذكرى السنة الهجرية المباركة 1 محرم 1387 هـ" |        | 5 فلوس  | 1000000      |
| 10 | 11 نيسان 1967 | طابع متعدد الألوان بخلفية حمراء وعبارة "ذكرى السنة الهجرية المباركة 1 محرم 1387 هـ" |        | 15 فلسا | 1000000      |

### إصدارات يوم العمال (1967)
أصدر طابعان استذكارا ليوم العمال العالمي.

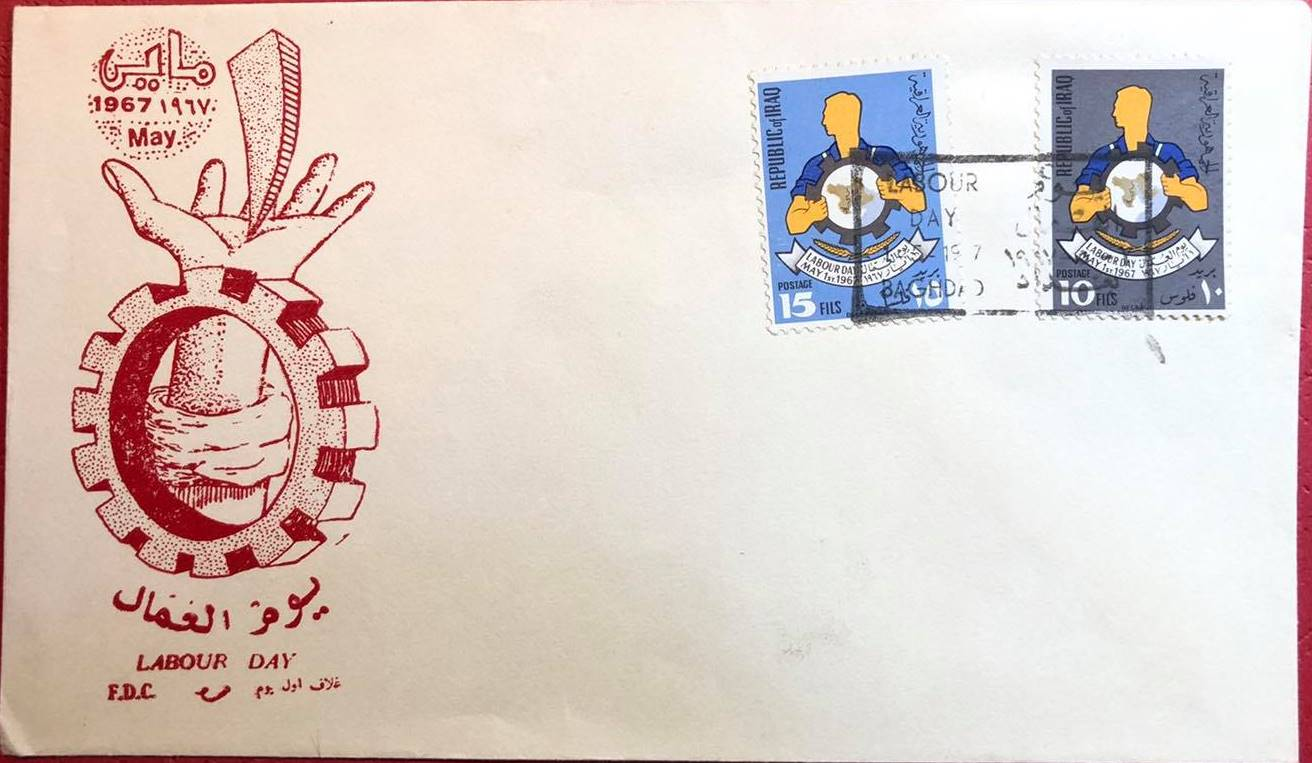
غلاف أول يوم يحمل طابعي إصدار يوم العمال 1967

| #  | تاريخ الإصدار | الوصف                                                            | الصورة | القيمة  | كمية الإصدار |
| -- | ------------- | ---------------------------------------------------------------- | ------ | ------- | ------------ |
| 11 | 1 أيار 1967   | طابع متعدد الألوان بخلفية رمادية وعبارة "يوم العمال 1 أيار 1967" |        | 10 فلوس | 1000000      |
| 12 | 1 أيار 1967   | طابع متعدد الألوان بخلفية زرقاء وعبارة "يوم العمال 1 أيار 1967"  |        | 15 فلسا | 1000000      |

### إصدارات المولد النبوي (1387 هـ)
أصدر طابعان بمناسبة ذكرى المولد النبوي.
| #  | تاريخ الإصدار  | الوصف | الصورة | القيمة  | كمية الإصدار |
| -- | -------------- | --- | ------ | ------- | ------------ |
| 13 | 22 حزيران 1967 | طابع بخلفية بنفسجية ووسط أصفر والآية "وما أرسلناك إلا رحمة للعالمين" وسط الطابع وعبارة "ذكرى المولد النبوي الشريف 12 ربيع الأول 1387 هـ" أسفل الطابع |        | 5 فلوس  | 5000000      |
| 14 | 22 حزيران 1967 | طابع بخلفية زرقاء ووسط أصفر والآية "وما أرسلناك إلا رحمة للعالمين" وسط الطابع وعبارة "ذكرى المولد النبوي الشريف 12 ربيع الأول 1387 هـ" أسفل الطابع   |        | 15 فلسا | 1500000      |

### إصدارات ثورة العشرين
أصدر طابعان بمناسبة ثورة العشرين.
| #  | تاريخ الإصدار  | الوصف                                                                                 | الصورة | القيمة  | كمية الإصدار |
| -- | -------------- | ------------------------------------------------------------------------------------- | ------ | ------- | ------------ |
| 15 | 30 حزيران 1967 | طابع بخلفية بنفسجية وعبارة "ذكرى ثورة سنة 1920 - 30 حزيران 1967" وسط راية زرقاء غامقة |        | 5 فلوس  | 1000000      |
| 16 | 30 حزيران 1967 | طابع بخلفية خضراء وعبارة "ذكرى ثورة سنة 1920 - 30 حزيران 1967" وسط راية زرقاء غامقة   |        | 15 فلسا | 1000000      |

### إصدارات افتتاح ميناء أم قصر
أصدر 4 طوابع بمناسبة افتتاح ميناء أم قصر.
| #  | تاريخ الإصدار | الوصف | الصورة | القيمة  | كمية الإصدار |
| -- | ------------- | --- | ------ | ------- | ------------ |
| 17 | 14 تموز 1967  | طابع ملون يغلب عليه اللونان الأخضر والأزرق مع عبارة "افتتاح ميناء أم قصر 1387 هـ - 1967 م" ويشبه تصميم طابع فئة 40 فلسا        |        | 5 فلوس  |              |
| 18 | 14 تموز 1967  | طابع ملون يغلب عليه اللونان البرتقالي والأزرق مع عبارة "افتتاح ميناء أم قصر 1387 هـ - 1967 م" ويشبه تصميم طابع فئة 15 فلسا     |        | 10 فلوس |              |
| 19 | 14 تموز 1967  | طابع ملون يغلب عليه اللونان الأصفر الغامق والأزرق مع عبارة "افتتاح ميناء أم قصر 1387 هـ - 1967 م" ويشبه تصميم طابع فئة 10 فلوس |        | 15 فلسا |              |
| 20 | 14 تموز 1967  | طابع ملون يغلب عليه اللونان الأصفر والأزرق مع عبارة "افتتاح ميناء أم قصر 1387 هـ - 1967 م"، ويشبه تصميم طابع فئة 5 فلوس        |        | 40 فلسا |              |

### إصدارات الأزياء العراقية
أصدرت 10 طوابع تعنى بالأزياء العراقية التراثية.
| #  | تاريخ الإصدار        | الوصف | الصورة | القيمة  | كمية الإصدار |
| -- | -------------------- | --- | ------ | ------- | ------------ |
| 21 | 10 تشرين الثاني 1967 | طابع ملون بخلفية منقوشة بنقش بني مع عبارة "الآزياء العراقية" وصورة رجل يرتدي زيا عربيا مكون من دشداشة وعباءة وغترة بيضاء وعقال.                     |        | 2 فلسان |              |
| 22 | 10 تشرين الثاني 1967 | طابع ملون بخلفية منقوشة بنقش أحمر مع عبارة "الآزياء العراقية" وصورة امرأة ترتدي زيا كرديا                                                           |        | 5 فلوس  |              |
| 23 | 10 تشرين الثاني 1967 | طابع ملون بخلفية منقوشة بنقش برتقالي مع عبارة "الآزياء العراقية" وصورة رجل يرتدي زيا كرديا                                                          |        | 10 فلوس |              |
| 24 | 10 تشرين الثاني 1967 | طابع ملون بخلفية منقوشة بنقش أزرق مع عبارة "الآزياء العراقية" وصورة امرأة ترتدي زيا ينتشر في مناطق شمال العراق                                      |        | 15 فلسا |              |
| 25 | 10 تشرين الثاني 1967 | طابع ملون بخلفية منقوشة بنقش بنفسجي مع عبارة "الآزياء العراقية" وصورة رجل يرتدي صاية وعباءة ويعتم بكوفية                                            |        | 20 فلسا |              |
| 26 | 10 تشرين الثاني 1967 | طابع ملون بخلفية منقوشة بنقش بني مصفر مع عبارة "الآزياء العراقية" وصورة امرأة ترتدي عباءة                                                           |        | 25 فلسا |              |
| 27 | 10 تشرين الثاني 1967 | طابع ملون بخلفية منقوشة بنقش ماروني مع عبارة "الآزياء العراقية" وصورة رجل يرتدي صاية وعباءة وطربوشا                                                 |        | 30 فلسا |              |
| 28 | 10 تشرين الثاني 1967 | طابع ملون بخلفية منقوشة بنقش وردي مع عبارة "الآزياء العراقية" وصورة وجه امرأة متزينة بزينة تقليدية بضمنها خزامة في أنفها، والطابع مخصص للبريد الجوي |        | 40 فلسا |              |
| 29 | 10 تشرين الثاني 1967 | طابع ملون بخلفية منقوشة بنقش أزرق مع عبارة "الآزياء العراقية" وصورة امرأة ترتدي ثوبا منقوشا، والطابع مخصص للبريد الجوي                              |        | 50 فلسا |              |
| 30 | 10 تشرين الثاني 1967 | طابع ملون بخلفية منقوشة بنقش أخضر مع عبارة "الآزياء العراقية" وصورة رجل رجل يرتدي صاية وعباءة وشماغ وعقال، والطابع مخصص للبريد الجوي                |        | 80 فلسا |              |

### إصدارات ذكرى ثورة 18 تشرين الثاني 1963
أصدر طابعان الذكرى الرابعة لثورة 18 تشرين الثاني 1963.
| #  | تاريخ الإصدار        | الوصف | الصورة | القيمة  | كمية الإصدار |
| -- | -------------------- | --- | ------ | ------- | ------------ |
| 31 | 18 تشرين الثاني 1967 | طابع بخلفية زرقاء مع صورة الرئيس عبد الرحمن عارف وعبارة "الذكرى الرابعة لثورة 18 تشرين الثاني 1963"                         |        | 5 فلوس  |              |
| 32 | 18 تشرين الثاني 1967 | طابع بخلفية حمراء وخريطة العراق بلون أخضر مع صورة الرئيس عبد الرحمن عارف وعبارة "الذكرى الرابعة لثورة 18 تشرين الثاني 1963" |        | 15 فلسا |              |

### إصدارات سنة السياحة العالمية
أصدرت 10 طوابع تحتفي بسنة السياحة العالمية.
| #  | تاريخ الإصدار        | الوصف | الصورة | القيمة  | كمية الإصدار |
| -- | -------------------- | --- | ------ | ------- | ------------ |
| 33 | 1 كانون الأول 1967   | طابع ملون تتوسطه صورة زقورة أور مع عبارة "1967 - سنة السياحة العالمية".                                                                                          |        | 2 فلسان | 2000000      |
| 34 | 10 تشرين الثاني 1967 | طابع ملون تتوسطه صورة بوابة نمرود مع عبارة "1967 - سنة السياحة العالمية".                                                                                        |        | 5 فلوس  | 2000000      |
| 35 | 10 تشرين الثاني 1967 | طابع ملون تتوسطه صورة بوابة عشتار مع عبارة "1967 - سنة السياحة العالمية".                                                                                        |        | 10 فلوس | 1000000      |
| 36 | 10 تشرين الثاني 1967 | طابع ملون تتوسطه صورة المئذنة الحدباء مع عبارة "1967 - سنة السياحة العالمية".                                                                                    |        | 15 فلسا | 6000000      |
| 37 | 10 تشرين الثاني 1967 | طابع ملون تتوسطه صورة طاق كسرى مع عبارة "1967 - سنة السياحة العالمية".                                                                                           |        | 25 فلسا | 1500000      |
| 38 | 10 تشرين الثاني 1967 | طابع ملون تتوسطه صورة تمثال أبو بنت دميون زوجة ملك الحضر سنطروق الأول مع عبارة "1967 - سنة السياحة العالمية"، والطابع مخصص للبريد الجوي                          |        | 50 فلسا | 1000000      |
| 39 | 10 تشرين الثاني 1967 | طابع ملون تتوسطه صورة ملوية سامراء مع عبارة "1967 - سنة السياحة العالمية"، والطابع مخصص للبريد الجوي                                                             |        | 80 فلسا | 500000       |
| 40 | 10 تشرين الثاني 1967 | طابع ملون تتوسطه صورة شجرة آدم في مدينة القرنة عند ملتقى دجلة والفرات مع عبارة "1967 - سنة السياحة العالمية"، والطابع مخصص للبريد الجوي                          |        | 100 فلس | 170000       |
| 41 | 10 تشرين الثاني 1967 | طابع ملون تتوسطه صورة تخيلية من قصص ألف ليلة وليلة يظهر فيها علاء الدين وهو يجد الكنز في الكهف مع عبارة "1967 - سنة السياحة العالمية"، والطابع مخصص للبريد الجوي |        | 200 فلس | 170000       |
| 42 | 10 تشرين الثاني 1967 | طابع ملون تتوسطه صورة الحضرة الكاظمية مع عبارة "1967 - سنة السياحة العالمية"، والطابع مخصص للبريد الجوي                                                          |        | 500 فلس | 160000       |

### إصدارات مهرجانات الربيع الكشفية
أصدرت 4 طوابع تعنى بمهرجانات الربيع الكشفية.

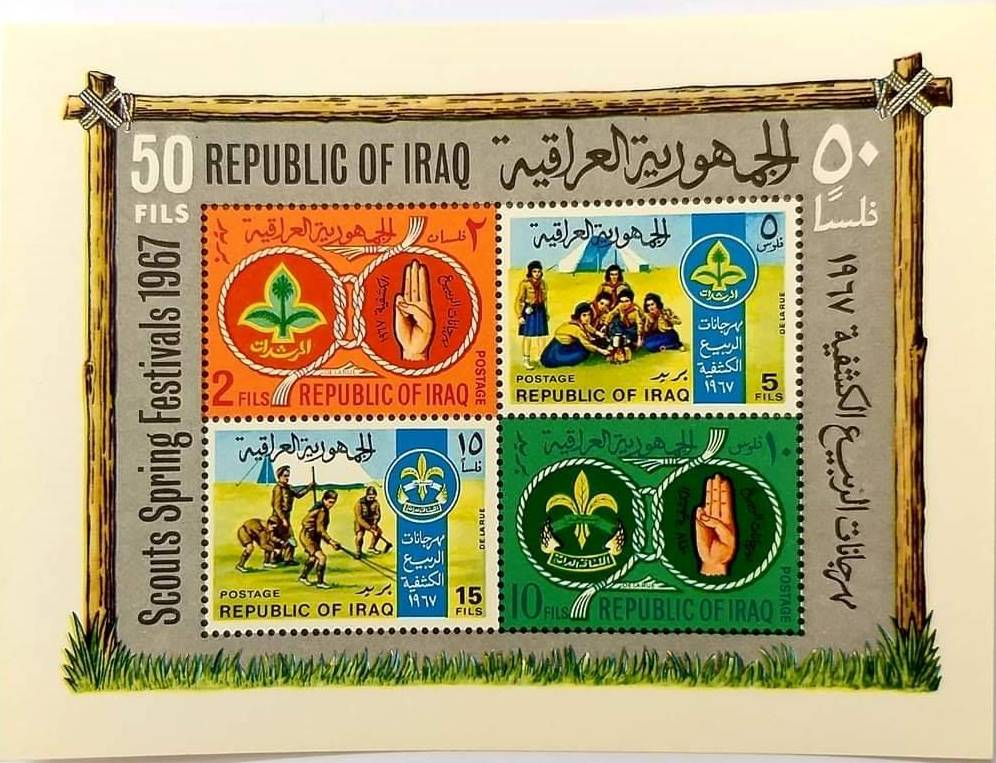
بطاقة بريدة عراقية أصدرت عام 1967 للترويج لمهرجانات الربيع الكشفية في العراق، وتضم الطوابع الأربع، وقد أصدر من البطاقة 25000 نسخة، وهي بقيمة 50 فلس.

| #  | تاريخ الإصدار       | الوصف | الصورة | القيمة  | كمية الإصدار |
| -- | ------------------- | --- | ------ | ------- | ------------ |
| 43 | 15 كانون الأول 1967 | طابع بخلفية برتقالية وشعار الكشافة مع كلمة "المرشدات" وصورة علامة باليد وعبارة "مهرجانات الربيع الكشفية 1967"                            |        | 2 فلسان | 1000000      |
| 43 | 15 كانون الأول 1967 | طابع ملون يظهر بنات كشافات مع شعار الكشافة مع كلمة "المرشدات" وعبارة "مهرجانات الربيع الكشفية 1967"                                      |        | 5 فلوس  | 1500000      |
| 43 | 15 كانون الأول 1967 | طابع بخلفية خضراء وشعار الكشافة مع كلمة "استعد" وعبارة "الكشافة العراقية" وصورة علامة باليد وعبارة "مهرجانات الربيع الكشفية 1967"        |        | 10 فلوس | 1500000      |
| 44 | 15 كانون الأول 1967 | طابع ملون يظهر أولاد الكشافة ينصبون خيمة مع شعار الكشافة مع كلمة "استعد" وعبارة "الكشافة العراقية" وعبارة "مهرجانات الربيع الكشفية 1967" |        | 15 فلسا | 2500000      |

### إصدارات توشيح متضرري فيضان عام 1967
وشحت إصدارات مختلفة من الطوابع بعبارة "إغاثة متضرري فيضان عام 1967 5 فلوس"، واستعملت لمدة 6 أشهر اعتبارا من 17 حزيران 1967 لغرض مساعدة المتضررين من جراء فيضان نهر الفرات عام 1967، والمجموعة التي وشحت كانت 19 طابعا، وتنتشر طوابع موشحة لكن التوشيح مزور، وكل طابع موشح غير مستعمل فهو ذو توشيح مزور.

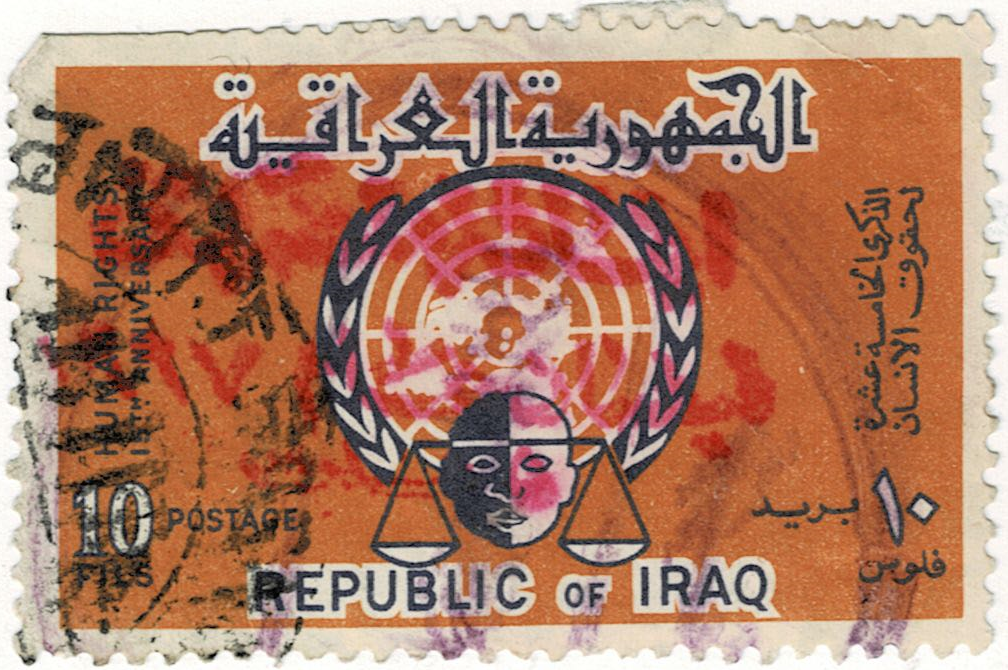
طابع في الأصل من إصدار عام 1964
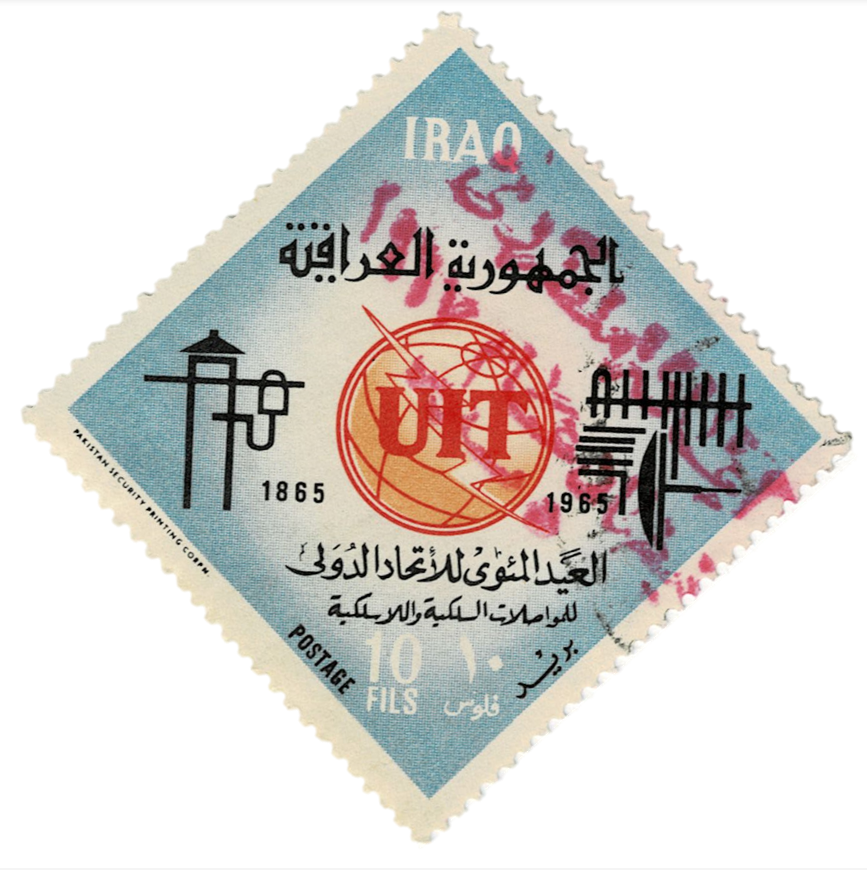
طابع في الأصل من إصدار عام 1965
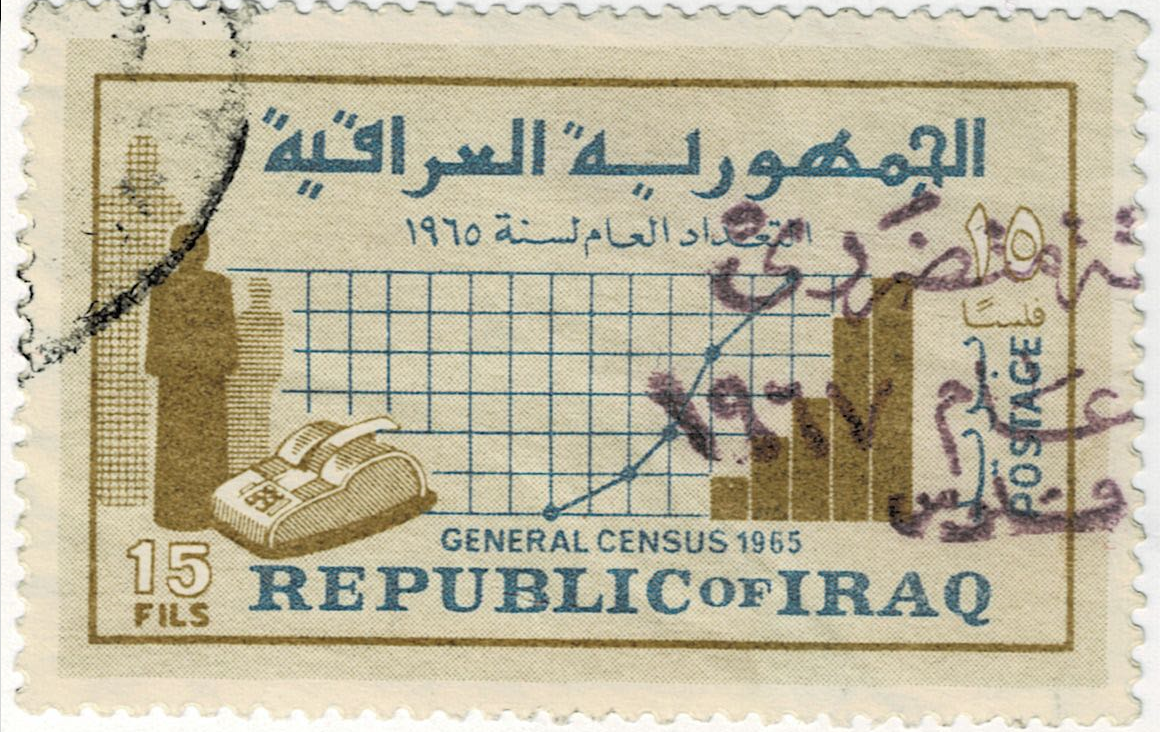
طابع في الأصل من إصدار عام 1965
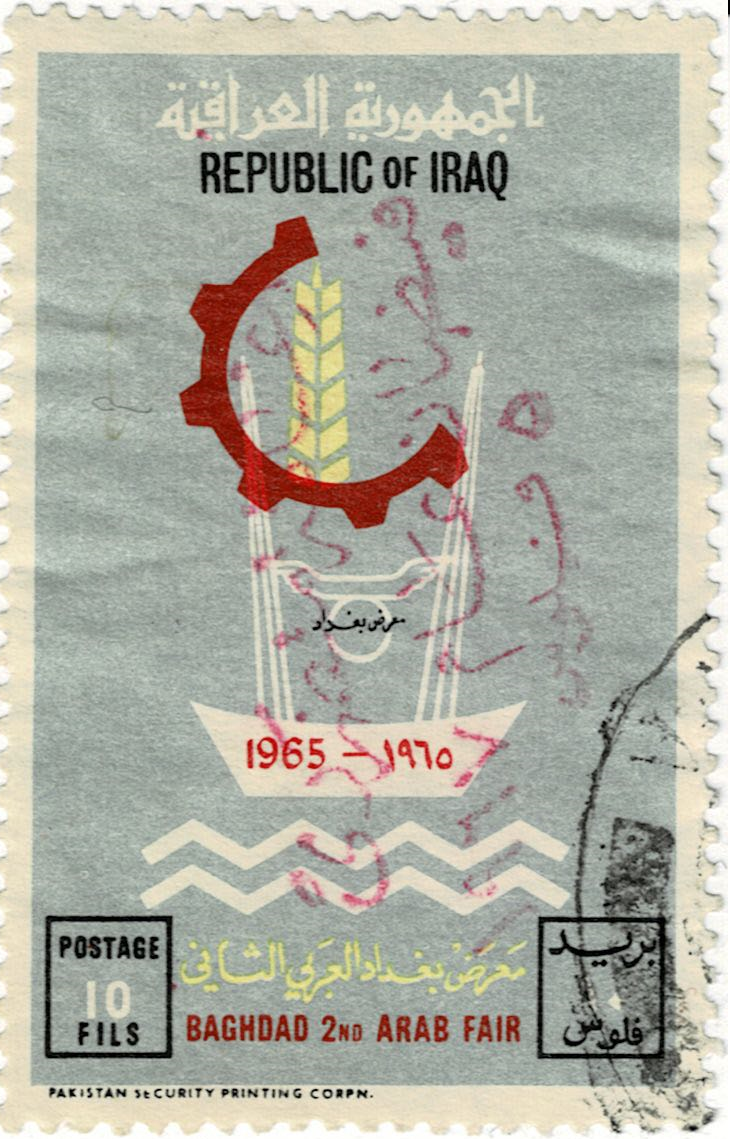
طابع في الأصل من إصدار عام 1965

## إصدارات 1968
بلغ عدد إصدارات سنة 1967 تسعة إصدارات وقد ضمت 25 طابعا.

### إصدارات ذكرى تأسيس الجيش العراقي لسنة 1968
أصدر طابعان بمناسبة الذكرى السابعة والأربعين لتأسيس الجيش العراقي.
| # | تاريخ الإصدار       | الوصف                                                                                              | الصورة | القيمة  | كمية الإصدار |
| - | ------------------- | -------------------------------------------------------------------------------------------------- | ------ | ------- | ------------ |
| 1 | 6 كانون الثاني 1968 | طابع بخلفية خضراء ورسم لجنود بلون بني وعبارة "يوم الجيش العراقي الأغر 6 كانون الثاني 1968"         |        | 5 فلوس  | 1000000      |
| 2 | 6 كانون الثاني 1968 | طابع بخلفية زيتونية ورسم لجنود بلون أزرق داكن وعبارة "يوم الجيش العراقي الأغر 6 كانون الثاني 1968" |        | 15 فلسا | 1000000      |

### إصدارات الطيور العراقية
أصدرت 7 طوابع تصور 7 من الطيور المتوطنة في العراق.
| # | تاريخ الإصدار        | الوصف                                                                | الصورة | القيمة  | كمية الإصدار |
| - | -------------------- | -------------------------------------------------------------------- | ------ | ------- | ------------ |
| 3 | 19 كانون الثاني 1968 | طابع بخلفية صفراء ورسم لبلبل وكلمة "بلبل"                            |        | 5 فلوس  | 4000000      |
| 4 | 19 كانون الثاني 1968 | طابع بخلفية زرقاء ورسم لهدهد وكلمة "هدهد"                            |        | 10 فلوس | 1000000      |
| 5 | 19 كانون الثاني 1968 | طابع بخلفية حمراء فاتحة ورسم لقيق أوراسي (أبو زُريق) وكلمة "أبو زُريق" |        | 15 فلسا | 5000000      |
| 6 | 19 كانون الثاني 1968 | طابع بخلفية بنية فاتحة ورسم لشاهين وكلمة "شاهين"                     |        | 25 فلسا | 1000000      |
| 7 | 19 كانون الثاني 1968 | طابع بخلفية خضراء ورسم للقلق وكلمة "لقلق"                            |        | 30 فلسا | 1500000      |
| 8 | 19 كانون الثاني 1968 | طابع بخلفية وردية ورسم لدراج وكلمة "دراج"                            |        | 40 فلسا | 1250000      |
| 9 | 19 كانون الثاني 1968 | طابع بخلفية زرقاء فاتحة ورسم لشرشير مخطط وكلمة "بط معرق"             |        | 50 فلسا | 1250000      |

### إصدار ثورة 14 رمضان
أصدر طابع واحد بمناسبة الذكرى الخامسة لثورة 14 رمضان.
| #  | تاريخ الإصدار | الوصف | الصورة | القيمة  | كمية الإصدار |
| -- | ------------- | --- | ------ | ------- | ------------ |
| 10 | 8 شباط 1968   | طابع ملون يغلب عليه اللون البني وتدريجاته ويظهر مشهد صراع عسكري وعبارة "الذكرى الخامسة لثورة 14 رمضان 1968" |        | 15 فلوس | 1000000      |

### إصدارات عيد العمال
أصدر طابعان استذكارا ليوم العمال العالمي.
| #  | تاريخ الإصدار | الوصف                                                                     | الصورة | القيمة  | كمية الإصدار |
| -- | ------------- | ------------------------------------------------------------------------- | ------ | ------- | ------------ |
| 11 | 1 أيار 1968   | طابع متعدد الألوان بخلفية زرقاء وعبارة "يوم العمال العالمي 1 أيار 1968"   |        | 15 فلسا | 1000000      |
| 12 | 1 أيار 1968   | طابع متعدد الألوان بخلفية زيتونية وعبارة "يوم العمال العالمي 1 أيار 1968" |        | 25 فلسا | 500000       |

### إصدارات بطولة العالم العسكرية لكرة القدم
أصدرت 4 طوابع لمناسبة بطولة العالم العسكرية لكرة القدم 1968 في بغداد.
| #  | تاريخ الإصدار  | الوصف | الصورة | القيمة  | كمية الإصدار |
| -- | -------------- | --- | ------ | ------- | ------------ |
| 13 | 14 حزيران 1968 | طابع متعدد الألوان يظهر لاعبي كرة قدم وعبارة "بطولة العالم العسكرية لكرة القدم 1968"                             |        | 2 فلسان | 500000       |
| 14 | 14 حزيران 1968 | طابع متعدد الألوان يظهر لاعبي كرة قدم وحارس مرمى يقفز ويمسك الكرة وعبارة "بطولة العالم العسكرية لكرة القدم 1968" |        | 5 فلوس  | 1000000      |
| 15 | 14 حزيران 1968 | طابع متعدد الألوان يظهر لاعبي كرة قدم وعبارة "بطولة العالم العسكرية لكرة القدم 1968"                             |        | 15 فلسا | 1500000      |
| 16 | 14 حزيران 1968 | طابع متعدد الألوان يظهر لاعبي كرة قدم وحارس مرمى يقفز ويمسك الكرة وعبارة "بطولة العالم العسكرية لكرة القدم 1968" |        | 25 فلسا | 1000000      |

### إصدار الذكرى العاشرة لثورة 14 تموز 1958
أصدر طابع واحد بمناسبة الذكرى العاشرة لثورة 14 تموز 1958.
| #  | تاريخ الإصدار | الوصف                                                                              | الصورة | القيمة  | كمية الإصدار |
| -- | ------------- | ---------------------------------------------------------------------------------- | ------ | ------- | ------------ |
| 17 | 14 تموز 1968  | طابع ملون يظهر جنديا يحمل علم العراق وعبارة "الذكرى العاشرة لثورة 14 تموز المجيدة" |        | 15 فلسا |              |

### إصدارات ذكرى تأسيس منظمة الصحة العالمية
أصدرت 4 طوابع بمناسبة الذكرى العشرين لتأسيس منظمة الصحة العالمية، حيث أن المنظمة قد أسست في 7 نيسان 1948.
| #  | تاريخ الإصدار        | الوصف | الصورة | القيمة  | كمية الإصدار |
| -- | -------------------- | --- | ------ | ------- | ------------ |
| 18 | 29 تشرين الثاني 1968 | طابع متعدد الألوان بخلفية بنية وصورة عصا أسقليبيوس وعبارة "الذكرى العشرون لمنظمة الصحة العالمية"                          |        | 5 فلوس  |              |
| 19 | 29 تشرين الثاني 1968 | طابع متعدد الألوان بخلفية بنفسجية وصورة عصا أسقليبيوس وعبارة "الذكرى العشرون لمنظمة الصحة العالمية"                       |        | 10 فلسا |              |
| 20 | 29 تشرين الثاني 1968 | طابع متعدد الألوان يغلب عليه اللون الأزرق وصورة شعار منظمة الصحة العالمية وعبارة "الذكرى العشرون لمنظمة الصحة العالمية"   |        | 15 فلسا |              |
| 21 | 29 تشرين الثاني 1968 | طابع متعدد الألوان يغلب عليه اللون الزيتوني وصورة شعار منظمة الصحة العالمية وعبارة "الذكرى العشرون لمنظمة الصحة العالمية" |        | 25 فلسا |              |

### إصدارات السنة الدولية لحقوق الإنسان
أصدر طابعان بمناسبة السنة الدولية لحقوق الإنسان.
| #  | تاريخ الإصدار       | الوصف                                                                | الصورة | القيمة  | كمية الإصدار |
| -- | ------------------- | -------------------------------------------------------------------- | ------ | ------- | ------------ |
| 22 | 22 كانون الأول 1968 | طابع متعدد الألوان بخلفية زرقاء وعبارة "السنة الدولية لحقوق الإنسان" |        | 10 فلوس |              |
| 23 | 22 كانون الأول 1968 | طابع متعدد الألوان بخلفية خضراء وعبارة "السنة الدولية لحقوق الإنسان" |        | 25 فلسا |              |

### إصدارات اليونيسيف
أصدر طابعان احتفاء بمنظمة اليونسيف.
| #  | تاريخ الإصدار       | الوصف                                                                                       | الصورة | القيمة  | كمية الإصدار |
| -- | ------------------- | ------------------------------------------------------------------------------------------- | ------ | ------- | ------------ |
| 24 | 31 كانون الأول 1968 | طابع متعدد الألوان بخلفية وردية يظهر امرأة مع أطفالها الثلاثة وشعار اليونسيف وكلمة "UNICEF" |        | 15 فلسا |              |
| 25 | 31 كانون الأول 1968 | طابع متعدد الألوان بخلفية زرقاء يظهر امرأة مع أطفالها الثلاثة وشعار اليونسيف وكلمة "UNICEF" |        | 25 فلسا |              |

### إصدارات أخرى
أصدر طابع يحمل عبارة "إغاثة متضرري فيضان عام 1967" بقيمة 5 فلوس، وكان استعماله للضريبة البريدية، كما أصدرت منه إصدارات بتوشيح "دفاع وطني".
| تاريخ الإصدار | الوصف                                                         | الصورة | القيمة | انتهاء استعمال |
| ------------- | ------------------------------------------------------------- | ------ | ------ | -------------- |
| 1968          | طابع يحمل نقاشا وعبارة "إغاثة متضرري فيضان عام 1967" بلون بني |        | 5 فلوس | 31 أذار 1974   |

## إصدارات 1969
بلغ عدد إصدارات سنة 1967 سبعة عشر إصدارا وقد ضمت 42 طابعا.

### إصدارات ذكرى تأسيس الجيش العراقي لسنة 1969
أصدر طابع واحد بمناسبة الذكرى الثامنة والأربعين لتأسيس الجيش العراقي.
| # | تاريخ الإصدار       | الوصف                                                                    | الصورة | القيمة  | كمية الإصدار |
| - | ------------------- | ------------------------------------------------------------------------ | ------ | ------- | ------------ |
| 1 | 6 كانون الثاني 1969 | طابع ملون يظهر صورة دبابة وعبارة "يوم الجيش العراقي 6 كانون الثاني 1969" |        | 25 فلسا |              |

### إصدار ذكرى ثورة 14 رمضان
أصدر طابع واحد بمناسبة الذكرى السادسة لثورة 14 رمضان.
| # | تاريخ الإصدار | الوصف                                                                                                  | الصورة | القيمة  | كمية الإصدار |
| - | ------------- | --- | ------ | ------- | ------------ |
| 2 | 8 شباط 1969   | طابع ملون بإطار بني يظهر صورة آليتان زراعيتان تحصدان القمح وعبارة "الذكرى السادسة لثورة 14 رمضان 1963" |        | 15 فلسا |              |

### إصدار السنة الهجرية الجديدة
أصدر طابع واحد بمناسبة حلول السنة الهجرية الجديدة.
| # | تاريخ الإصدار | الوصف | الصورة | القيمة  | كمية الإصدار |
| - | ------------- | --- | ------ | ------- | ------------ |
| 3 | 8 شباط 1969   | طابع مثلث ملون يغلب عليه اللون الأزرق وفي وسطه دائرة فيها صورة للمسجد النبوي وعبارة "ذكرى السنة الهجرية 1389" |        | 15 فلسا |              |

### إصدارات مؤتمر الأطباء البيطريين العرب
أصدر طابعان بمناسبة انعقاد المؤتمر الأول للأطباء البيطريين العرب في بغداد في نيسان 1969.
| # | تاريخ الإصدار | الوصف | الصورة | القيمة  | كمية الإصدار |
| - | ------------- | --- | ------ | ------- | ------------ |
| 4 | 12 نيسان 1969 | طابع يغلب عليه اللون الأخضر وفي وسطه شعار الجمعية الطبية البيطرية العراقية وعبارة "المؤتمر الأول للأطباء البيطريين العرب في بغداد - نيسان 1969" |        | 10 فلوس |              |
| 5 | 12 نيسان 1969 | طابع يغلب عليه اللون الأخضر وفي وسطه شعار الجمعية الطبية البيطرية العراقية وعبارة "المؤتمر الأول للأطباء البيطريين العرب في بغداد - نيسان 1969" |        | 15 فلسا |              |

### إصدارات الأسماك
أصدرت 4 طوابع توثق بعض الأسماك المتوطنة في العراق، وقد ظهر اسم السمكة العربي والاسم العلمي بجانب صورة كل سمكة.
| # | تاريخ الإصدار | الوصف                                                      | الصورة | القيمة  | كمية الإصدار |
| - | ------------- | ---------------------------------------------------------- | ------ | ------- | ------------ |
| 6 | 9 أيار 1969   | طابع ملون يظهر سمكة الشبوط (Barbus grypus)                 |        | 2 فلسان |              |
| 7 | 9 أيار 1969   | طابع ملون يظهر سمكة من نوع البني (Barbus puntius sharpeyi) |        | 3 فلوس  |              |
| 8 | 9 أيار 1969   | طابع ملون يظهر سمكة من نوع الزبيدي (Pampus argenteus)      |        | 10 فلوس |              |
| 9 | 9 أيار 1969   | طابع ملون يظهر سمكة البز (Barbus esocinus)                 |        | 100 فلس |              |

### إصدار المولد النبوي
أصدر طابع واحد بمناسبة ذكرى المولد النبوي الشريف.
| #  | تاريخ الإصدار | الوصف | الصورة | القيمة  | كمية الإصدار |
| -- | ------------- | --- | ------ | ------- | ------------ |
| 10 | 28 أيار 1969  | طابع ملون يغلب عليه اللون الأزرق وفي وسطه دائرة فيها صورة للكعبة والمسجد الحرام وعبارة "ذكرى المولد النبوي الشريف 1389" |        | 15 فلسا |              |

### إصدارات ذكرى تأسيس منظمة العمل الدولية
أصدرت 3 طوابع بمناسبة الذكرى الخمسين لتأسيس منظمة العمل الدولية.

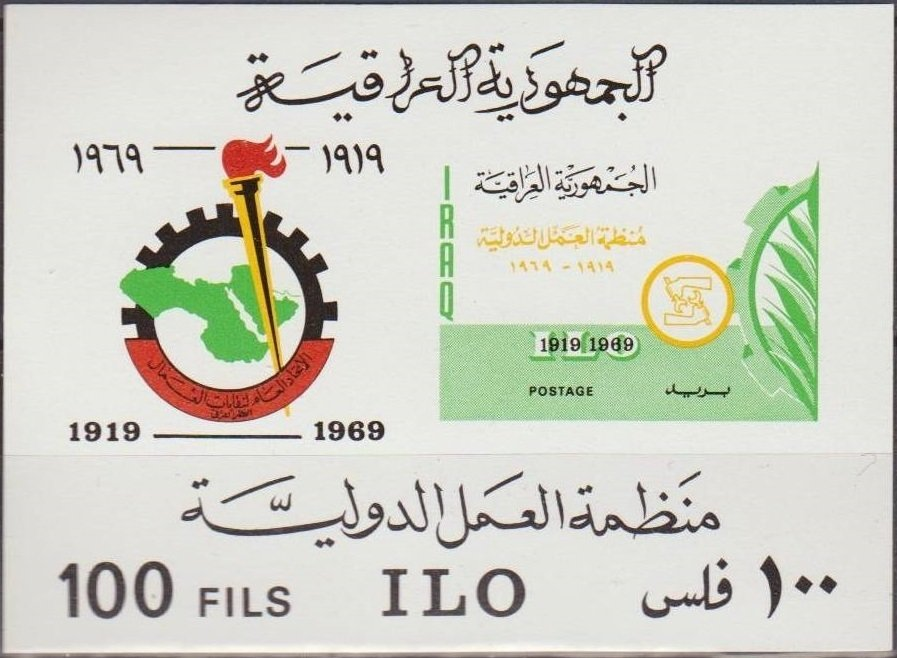
بطاقة بريدية بقيمة 100 فلس وتضم ضمن البطاقة تصميما شبيها لطوابع إصدارات ذكرى تأسيس منظمة العمل الدولية مع تميزه بلون أخضر

| #  | تاريخ الإصدار | الوصف                                                                        | الصورة | القيمة  | كمية الإصدار |
| -- | ------------- | ---------------------------------------------------------------------------- | ------ | ------- | ------------ |
| 11 | 6 حزيران 1969 | طابع متعدد الألوان يتميز بلون أزرق مع عبارة "منظمة العمل الدولية 1919-1969"  |        | 5 فلوس  |              |
| 12 | 6 حزيران 1969 | طابع متعدد الألوان يتميز بلون رمادي مع عبارة "منظمة العمل الدولية 1919-1969" |        | 15 فلوس |              |
| 13 | 6 حزيران 1969 | طابع متعدد الألوان يتميز بلون وردي مع عبارة "منظمة العمل الدولية 1919-1969"  |        | 50 فلسا |              |

### إصدارات دورة الألعاب الأولمبية في المكسيك
أصدرت 4 طوابع بمناسبة دورة الألعاب الأولمبية في مدينة مكسيكو في المكسيك سنة 1968.

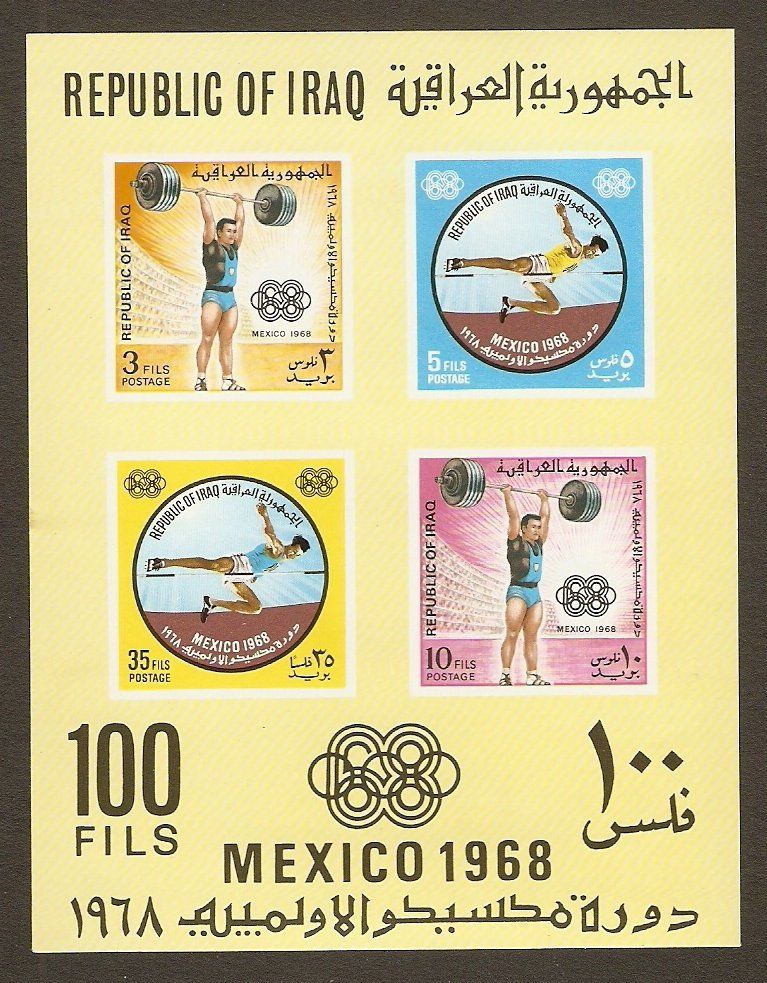
بطاقة بريدية تضم طوابع إصدارات دورة الألعاب الأولمبية في المكسيك والبطاقة بقيمة 100 فلس

| #  | تاريخ الإصدار  | الوصف                                                                                        | الصورة | القيمة  | كمية الإصدار |
| -- | -------------- | -------------------------------------------------------------------------------------------- | ------ | ------- | ------------ |
| 14 | 20 حزيران 1969 | طابع ملون بخلفية برتقالية تظهر رافع أثقال مع عبارة "دورة مكسيكو الصيفية 1968"                |        | 3 فلوس  |              |
| 15 | 20 حزيران 1969 | طابع ملون بخلفية زرقاء تظهر رياضيا في رياضة القفز العالي مع عبارة "دورة مكسيكو الصيفية 1968" |        | 5 فلوس  |              |
| 16 | 20 حزيران 1969 | طابع ملون بخلفية بنفسجية تظهر رافع أثقال مع عبارة "دورة مكسيكو الصيفية 1968"                 |        | 10 فلوس |              |
| 17 | 20 حزيران 1969 | طابع ملون بخلفية صفراء تظهر رياضيا في رياضة القفز العالي مع عبارة "دورة مكسيكو الصيفية 1968" |        | 35 فلسا |              |

### إصدارات ذكرى ثورة 14 تموز 1958
أصدر طابعان بمناسبة الذكرى الحادية عشر لثورة 14 تموز 1958.
| #  | تاريخ الإصدار | الوصف                                                                                 | الصورة | القيمة  | كمية الإصدار |
| -- | ------------- | ------------------------------------------------------------------------------------- | ------ | ------- | ------------ |
| 18 | 14 تموز 1969  | طابع بخلفية برتقالية بنية وفي الوسط الشعار الجمهوري وعبارة "ذكرى 14 تموز 1958 - 1969" |        | 10 فلوس |              |
| 19 | 14 تموز 1969  | طابع بخلفية زيتونية اللون وفي الوسط الشعار الجمهوري وعبارة "ذكرى 14 تموز 1958 - 1969" |        | 15 فلسا |              |

### إصدارات ذكرى ثورة 17 تموز 1968
أصدرت 4 طوابع بمناسبة الذكرى الأولى لثورة 17 تموز 1968 بضمنها طابع واحد أيضا يوثق لذكرى افتتاح مطار بغداد الدولي.
| #  | تاريخ الإصدار | الوصف | الصورة | القيمة  | كمية الإصدار |
| -- | ------------- | --- | ------ | ------- | ------------ |
| 20 | 17 تموز 1969  | طابع ملون بخلفية صفراء وصورة لمواطنين يعلمون في رصف الأرض مع عبارة "ذكرى ثورة 17 تموز 1968 - 1969"                                                                                        |        | 10 فلوس |              |
| 21 | 17 تموز 1969  | طابع ملون بخلفية زرقاء وصورة لمواطنين يعلمون في رصف الأرض مع عبارة "ذكرى ثورة 17 تموز 1968 - 1969"                                                                                        |        | 15 فلسا |              |
| 22 | 17 تموز 1969  | طابع ملون يظهر بناية مطار بغداد الدولي مع عبارة "ذكرى ثورة 17 تموز 1968 - 1969" وكذلك عبارة " Inauguration of Baghdad International Airport" والتي تعني افتتاح أو تدشين مطار بغداد الدولي |        | 20 فلسا |              |
| 23 | 17 تموز 1969  | طابع ملون بخلفية بنية وصورة الرئيس أحمد حسن البكر مع عبارة "ذكرى ثورة 17 تموز 1968 - 1969"                                                                                                |        | 200 فلس |              |

### إصدارات الحيوانات
أصدرت 5 طوابع توثق بعض الحيوانات المتوطنة أو المتوطنة سابقا في العراق، وقد ظهر اسم الحيوان والاسم العلمي بجانب صورة كل حيوان، والطوابع كانت مخصصة للبريد الجوي.
| #  | تاريخ الإصدار | الوصف                                                            | الصورة | القيمة  | كمية الإصدار |
| -- | ------------- | ---------------------------------------------------------------- | ------ | ------- | ------------ |
| 24 | 1 أيلول 1969  | طابع ملون يظهر حيوان الضبع (Hyaena hyaena)                       |        | 2 فلسان |              |
| 25 | 1 أيلول 1969  | طابع ملون يظهر حيوان الفهد والاسم العلمي للنمر (Panthera pardus) |        | 3 فلوس  |              |
| 26 | 1 أيلول 1969  | طابع ملون يظهر حيوان الغزال (Gazella gazella)                    |        | 5 فلوس  |              |
| 27 | 1 أيلول 1969  | طابع ملون يظهر رأس حصان (Equus caballus)                         |        | 10 فلوس |              |
| 28 | 1 أيلول 1969  | طابع ملون يظهر صورة حصان (Equus caballus)                        |        | 200 فلس |              |

### إصدارات معرض بغداد الدولي السادس
أصدر طابعان لمناسبة انعقاد معرض بغداد الدولي السادس سنة 1969.
| #  | تاريخ الإصدار      | الوصف                                                         | الصورة | القيمة  | كمية الإصدار |
| -- | ------------------ | ------------------------------------------------------------- | ------ | ------- | ------------ |
| 29 | 1 تشرين الأول 1969 | طابع ملون بخلفية خضراء وعبارة "معرض بغداد الدولي السادس 1969" |        | 10 فلوس |              |
| 30 | 1 تشرين الأول 1969 | طابع ملون بخلفية زرقاء وعبارة "معرض بغداد الدولي السادس 1969" |        | 15 فلسا |              |

### إصدارات ذكرى تأسيس ميناء البصرة
أصدرت 5 طوابع في ذكرى مرور 50 سنة على تأسيس ميناء البصرة.
| #  | تاريخ الإصدار      | الوصف | الصورة | القيمة  | كمية الإصدار |
| -- | ------------------ | --- | ------ | ------- | ------------ |
| 31 | 8 تشرين الأول 1969 | طابع ملون يظهر رافعة ميناء [الإنجليزية] اسمها مذكور على الطابع "الرافعة عنترة" مع عبارة "مرور (50) عاما لتأسيس ميناء البصرة"                   |        | 15 فلسا |              |
| 32 | 8 تشرين الأول 1969 | طابع ملون يظهر باخرة إنقاذ [الإنجليزية] في الميناء اسمها مذكور على الطابع "باخرة الإنقاذ الوليد" مع عبارة "مرور (50) عاما لتأسيس ميناء البصرة" |        | 20 فلسا |              |
| 33 | 8 تشرين الأول 1969 | طابع ملون يظهر باخرة إدلاء [الإنجليزية] اسمها مذكور على الطابع "باخرة الإدلاء الرشيد" مع عبارة "مرور (50) عاما لتأسيس ميناء البصرة"            |        | 30 فلسا |              |
| 34 | 8 تشرين الأول 1969 | طابع ملون يظهر سفينة حفر اسمها مذكور على الطابع "الحفارة الحلة" مع عبارة "مرور (50) عاما لتأسيس ميناء البصرة"                                  |        | 35 فلسا |              |
| 35 | 8 تشرين الأول 1969 | طابع ملون يظهر باخرة مسح [الإنجليزية] اسمها مذكور على الطابع "باخرة المسح الفاو" مع عبارة "مرور (50) عاما لتأسيس ميناء البصرة"                 |        | 50 فلسا |              |

### إصدارات ذكرى تأسيس وكالة الأنباء العراقية
أصدر طابعان بمناسبة الذكرى العاشرة لتأسيس وكالة الأنباء العراقية.
| #  | تاريخ الإصدار       | الوصف | الصورة | القيمة  | كمية الإصدار |
| -- | ------------------- | --- | ------ | ------- | ------------ |
| 36 | 9 تشرين الثاني 1969 | طابع ملون بخلفية بنية رمادية مع خريطة فلسطين وبرج اتصالات وكوكبا وعبارة "الذكرى العاشرة لتأسيس وكالة الأنباء العراقية 1959 - 1969" |        | 15 فلسا |              |
| 37 | 9 تشرين الثاني 1969 | طابع ملون بخلفية زرقاء مع خريطة فلسطين وبرج اتصالات وكوكبا وعبارة "الذكرى العاشرة لتأسيس وكالة الأنباء العراقية 1959 - 1969"       |        | 50 فلسا |              |

### إصدارات محو الأمية
أصدر طابعان بمناسبة حملة محو الأمية.
| #  | تاريخ الإصدار        | الوصف                                                                                        | الصورة | القيمة  | كمية الإصدار |
| -- | -------------------- | -------------------------------------------------------------------------------------------- | ------ | ------- | ------------ |
| 38 | 21 تشرين الثاني 1969 | طابع ملون بخلفية زرقاء مع شعار جامعة الدول العربية وصورة كتاب وأيد وعبارة "محو الأمية"       |        | 15 فلسا |              |
| 39 | 21 تشرين الثاني 1969 | طابع ملون بخلفية زرقاء مخضرة مع شعار جامعة الدول العربية وصورة كتاب وأيد وعبارة "محو الأمية" |        | 20 فلسا |              |

### إصدارات الذكرى الخمسين لرحلة الطيران من إنجلترا إلى أستراليا

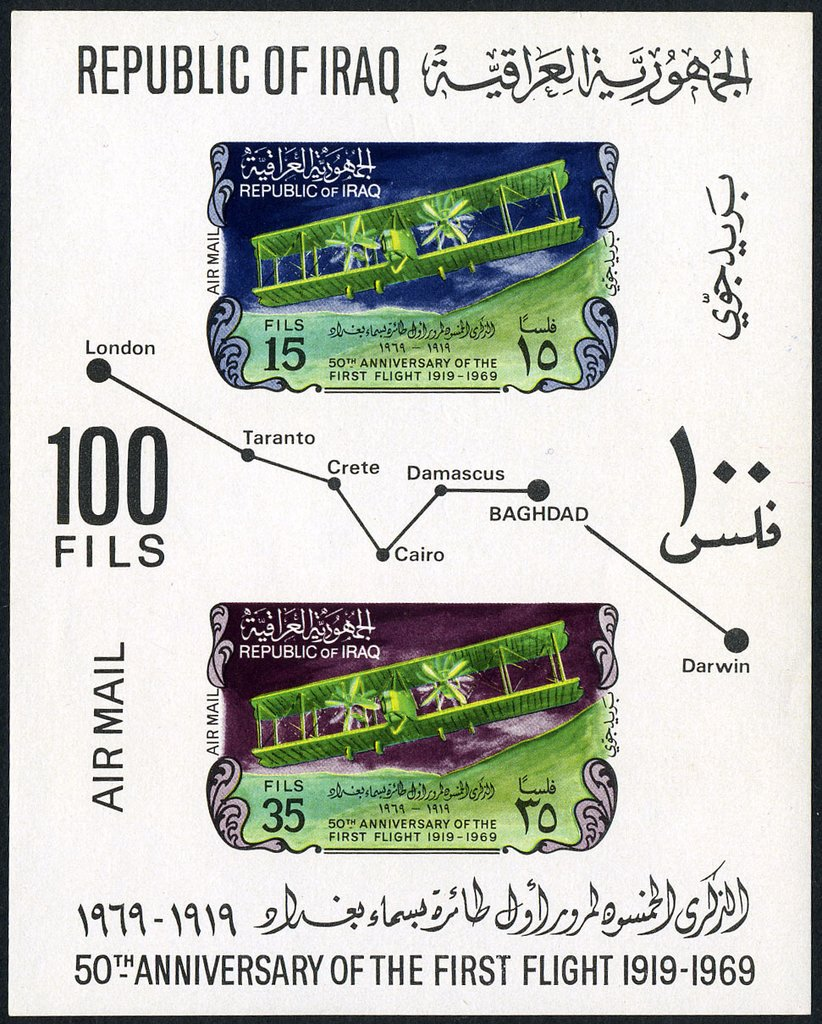
بطاقة بريدية بقيمة 100 فلس تضم طابعي الإصدار مع مخطط لمسار الطائرة

أصدر طابعان بمناسبة الذكرى الخمسين لأول رحلة الطيران من إنجلترا إلى أستراليا [الإنجليزية].
| #  | تاريخ الإصدار      | الوصف | الصورة | القيمة  | كمية الإصدار |
| -- | ------------------ | --- | ------ | ------- | ------------ |
| 40 | 4 كانون الأول 1969 | طابع ملون بخلفية زرقاء داكنة يظهر طائرة من نوع فيكرز فيمي وعبارة "الذكرى الخمسون لمرور أول طائرة في سماء بغداد" |        | 15 فلسا |              |
| 41 | 4 كانون الأول 1969 | طابع ملون بخلفية بنفسجية يظهر طائرة من نوع فيكرز فيمي وعبارة "الذكرى الخمسون لمرور أول طائرة في سماء بغداد"     |        | 35 فلسا |              |

### إصدار العيد المئوي للصحافة العراقية
أصدر طابع واحد بمناسبة الذكرى المائة لتأسيس جريدة الزوراء، وهذه المناسبة تمثل الذكرى المئوية لتأسيس الصحافة في العراق.
| #  | تاريخ الإصدار       | الوصف | الصورة | القيمة  | كمية الإصدار |
| -- | ------------------- | --- | ------ | ------- | ------------ |
| 41 | 26 كانون الأول 1969 | طابع ملون بإطار أصفر وبرتقالي وصورة من الصفحة الأولى لجريدة الزوراء وعبارة "العيد المئوي للصحافة العراقية" |        | 15 فلسا |              |

## إصدارات 1970
بلغ عدد إصدارات سنة 1970 اثنان وعشرين إصدارا وقد ضمت 63 طابعا.

### إصدارات ذكرى تأسيس الجيش العراقي لسنة 1970
أصدر طابعان بمناسبة الذكرى التاسعة والأربعين لتأسيس الجيش العراقي.
| # | تاريخ الإصدار       | الوصف | الصورة | القيمة  | كمية الإصدار |
| - | ------------------- | --- | ------ | ------- | ------------ |
| 1 | 6 كانون الثاني 1970 | طابع ملون مثلث ذو خلفية بنفسجية يظهر صورة جندي يحمل بندقية مع صورة صغيرة لطائرة وخريطة العراق في خلفية الطابع وعبارة "يوم الجيش 6 كانون الثاني 1970" |        | 15 فلسا |              |
| 2 | 6 كانون الثاني 1970 | طابع ملون مثلث ذو خلفية صفراء يظهر صورة جندي يحمل بندقية مع صورة صغيرة لطائرة وخريطة العراق في خلفية الطابع وعبارة "يوم الجيش 6 كانون الثاني 1970"   |        | 20 فلسا |              |

### إصدارات ذكرى ثورة 14 رمضان
أصدر طابعان بمناسبة الذكرى السابعة لثورة 14 رمضان.
| # | تاريخ الإصدار | الوصف | الصورة | القيمة  | كمية الإصدار |
| - | ------------- | --- | ------ | ------- | ------------ |
| 3 | 8 شباط 1970   | طابع ملون بخلفية خضراء يظهر علم العراق وكلمات "وحدة - حرية - اشتراكية" وعبارة "الذكرى السابعة لثورة 14 رمضان المجيدة 1970"    |        | 10 فلوس |              |
| 4 | 8 شباط 1970   | طابع ملون بخلفية برتقالية يظهر علم العراق وكلمات "وحدة - حرية - اشتراكية" وعبارة "الذكرى السابعة لثورة 14 رمضان المجيدة 1970" |        | 15 فلسا |              |

### إصدارات عيد نوروز
أصدرت إصدارات الزهور بتوشيح "عيد نوروز 1970". وقد أصدر هذا الإصدار قبل الإصدار غير الموشح، وكان مزامنا لإصدارات مهرجان الربيع، وقد ضم الإصدار 6 طوابع.
| #  | تاريخ الإصدار | الوصف                                                                                                   | الصورة | القيمة  | كمية الإصدار |
| -- | ------------- | --- | ------ | ------- | ------------ |
| 5  | 25 أذار 1970  | طابع ملون يظهر وردات حمراء من نوع خشخاش مشرقي "Papaver orientale" مع توشيح "عيد نوروز 1970"             |        | 2 فلسان |              |
| 6  | 25 أذار 1970  | طابع ملون يظهر وردات بيضاء من نوع نرجس شاعري "Narcissus poeticus" مع توشيح "عيد نوروز 1970"             |        | 3 فلوس  |              |
| 7  | 25 أذار 1970  | طابع ملون يظهر وردة حمراء من نوع توليب "Tulipa" مع توشيح "عيد نوروز 1970"                               |        | 5 فلوس  |              |
| 8  | 25 أذار 1970  | طابع ملون يظهر وردات متعددة الألوان من نوع قرنفل شائع "Dianthus caryophyllus" مع توشيح "عيد نوروز 1970" |        | 10 فلوس |              |
| 9  | 25 أذار 1970  | طابع ملون يظهر وردة حمراء من نوع الورد "Rosa hybrida" مع توشيح "عيد نوروز 1970"                         |        | 15 فلسا |              |
| 10 | 25 أذار 1970  | طابع ملون يظهر وردات متعددة الألوان من نوع قرنفل شائع "Dianthus caryophyllus" مع توشيح "عيد نوروز 1970" |        | 50 فلسا |              |

### إصدارات مهرجان الربيع
أصدرت إصدارات الزهور بتوشيح "مهرجان الربيع الموصل 1970". وقد أصدر هذا الإصدار قبل الإصدار غير الموشح، وكان مزامنا لإصدارات عيد نوروز، وقد ضم الإصدار 6 طوابع.
| #  | تاريخ الإصدار | الوصف | الصورة | القيمة  | كمية الإصدار |
| -- | ------------- | --- | ------ | ------- | ------------ |
| 11 | 25 أذار 1970  | طابع ملون يظهر وردات حمراء من نوع خشخاش مشرقي "Papaver orientale" مع توشيح "مهرجان الربيع الموصل 1970"             |        | 2 فلسان |              |
| 12 | 25 أذار 1970  | طابع ملون يظهر وردات بيضاء من نوع نرجس شاعري "Narcissus poeticus" مع توشيح "مهرجان الربيع الموصل 1970"             |        | 3 فلوس  |              |
| 13 | 25 أذار 1970  | طابع ملون يظهر وردة حمراء من نوع توليب "Tulipa" مع توشيح "مهرجان الربيع الموصل 1970"                               |        | 5 فلوس  |              |
| 14 | 25 أذار 1970  | طابع ملون يظهر وردات متعددة الألوان من نوع قرنفل شائع "Dianthus caryophyllus" مع توشيح "مهرجان الربيع الموصل 1970" |        | 10 فلوس |              |
| 15 | 25 أذار 1970  | طابع ملون يظهر وردة حمراء من نوع الورد "Rosa hybrida" مع توشيح "مهرجان الربيع الموصل 1970"                         |        | 15 فلسا |              |
| 16 | 25 أذار 1970  | طابع ملون يظهر وردات متعددة الألوان من نوع قرنفل شائع "Dianthus caryophyllus" مع توشيح "مهرجان الربيع الموصل 1970" |        | 50 فلسا |              |

### إصدارات ذكرى تأسيس حزب البعث العربي الاشتراكي
أصدرت 3 طوابع بمناسبة ذكرى تأسيس حزب البعث العربي الاشتراكي.
| #  | تاريخ الإصدار | الوصف | الصورة | القيمة  | كمية الإصدار |
| -- | ------------- | --- | ------ | ------- | ------------ |
| 17 | 7 نيسان 1970  | طابع ملون مرسومة عليه خريطة الوطن العربي ومكتوبة عليه كلمة "البعث" وأهداف حزب البعث العربي الاشتراكي "وحدة - حرية - اشتراكية" وشعاره "أمة عربية واحدة ذات رسالة خالدة" وعبارة "ذكرى تأسيس حزب البعث العربي الاشتراكي 7 نيسان 1947 - 1970"                                                    |        | 15 فلسا |              |
| 18 | 7 نيسان 1970  | طابع ملون مرسومة عليه خريطة الوطن العربي ومكتوبة عليه كلمة "البعث" وأهداف حزب البعث العربي الاشتراكي "وحدة - حرية - اشتراكية" وشعاره "أمة عربية واحدة ذات رسالة خالدة" وعبارة "ذكرى تأسيس حزب البعث العربي الاشتراكي 7 نيسان 1947 - 1970"                                                    |        | 35 فلسا |              |
| 19 | 7 نيسان 1970  | طابع ملون مرسومة عليه خريطة فلسطين ورسم لأشخاص أحدهم يحمل علم حزب البعث والشبيه لعلم فلسطين ومكتوبة عليه كلمة "البعث" وأهداف حزب البعث العربي الاشتراكي "وحدة - حرية - اشتراكية" وشعاره "أمة عربية واحدة ذات رسالة خالدة" وعبارة "ذكرى تأسيس حزب البعث العربي الاشتراكي 7 نيسان 1947 - 1970" |        | 50 فلسا |              |

### إصدارات عيد العمال
أصدرت 3 طوابع بمناسبة ذكرى تأسيس حزب البعث العربي الاشتراكي.
| #  | تاريخ الإصدار | الوصف | الصورة | القيمة  | كمية الإصدار |
| -- | ------------- | --- | ------ | ------- | ------------ |
| 20 | 1 أيار 1970   | طابع ملون مميز بخلفية صفراء يصور مظاهرة عمال يحمل أحدهم لافتة مكتوب فيها "قانون تقاعد العمال" وآخر يحمل شعلة وأهداف حزب البعث العربي الاشتراكي "وحدة - حرية - اشتراكية" مكتوبة في نصف ترس مع تاريخ "1 أيار 1970" |        | 10 فلوس |              |
| 21 | 1 أيار 1970   | طابع ملون مميز بخلفية وردية يصور مظاهرة عمال يحمل أحدهم لافتة مكتوب فيها "قانون تقاعد العمال" وآخر يحمل شعلة وأهداف حزب البعث العربي الاشتراكي "وحدة - حرية - اشتراكية" مكتوبة في نصف ترس مع تاريخ "1 أيار 1970" |        | 15 فلسا |              |
| 22 | 1 أيار 1970   | طابع ملون مميز بخلفية زرقاء يصور مظاهرة عمال يحمل أحدهم لافتة مكتوب فيها "قانون تقاعد العمال" وآخر يحمل شعلة وأهداف حزب البعث العربي الاشتراكي "وحدة - حرية - اشتراكية" مكتوبة في نصف ترس مع تاريخ "1 أيار 1970" |        | 35 فلسا |              |

### إصدارات المولد النبوي
أصدر طابعان بمناسبة ذكرى المولد النبوي.
| #  | تاريخ الإصدار | الوصف | الصورة | القيمة  | كمية الإصدار |
| -- | ------------- | --- | ------ | ------- | ------------ |
| 23 | 17 أيار 1970  | طابع ملون بخلفية زرقاء يصور مصفحا في أعلى اليمين وإلى اليسار صورة الكعبة وجبلين وصنما محطما مع عبارة "ذكرى المولد النبوي الشريف 12 ربيع الأول 1390 - 1970".          |        | 15 فلسا |              |
| 24 | 17 أيار 1970  | طابع ملون بخلفية برتقالية محمرة يصور مصفحا في أعلى اليمين وإلى اليسار صورة الكعبة وجبلين وصنما محطما مع عبارة "ذكرى المولد النبوي الشريف 12 ربيع الأول 1390 - 1970". |        | 20 فلسا |              |

### إصدارات الزهور
أصدرت 6 طوابع تظهر بعض الزهور المتوطنة في العراق، وقد أصدرت بعد إصدارين ذات العام لنفس الطوابع مع توشيح بمناسبة عيد نوروز وكذلك توشيح بمناسبة مهرجان الربيع في الموصل.
| #  | تاريخ الإصدار  | الوصف                                                                          | الصورة | القيمة  | كمية الإصدار |
| -- | -------------- | ------------------------------------------------------------------------------ | ------ | ------- | ------------ |
| 25 | 12 حزيران 1970 | طابع ملون يظهر وردات حمراء من نوع خشخاش مشرقي "Papaver orientale".             |        | 2 فلسان |              |
| 26 | 12 حزيران 1970 | طابع ملون يظهر وردات بيضاء من نوع نرجس شاعري "Narcissus poeticus".             |        | 3 فلوس  |              |
| 27 | 12 حزيران 1970 | طابع ملون يظهر وردة حمراء من نوع توليب "Tulipa".                               |        | 5 فلوس  |              |
| 28 | 12 حزيران 1970 | طابع ملون يظهر وردات متعددة الألوان من نوع قرنفل شائع "Dianthus caryophyllus". |        | 10 فلوس |              |
| 29 | 12 حزيران 1970 | طابع ملون يظهر وردة حمراء من نوع الورد "Rosa hybrida".                         |        | 15 فلسا |              |
| 30 | 12 حزيران 1970 | طابع ملون يظهر وردات متعددة الألوان من نوع قرنفل شائع "Dianthus caryophyllus". |        | 50 فلسا |              |

### إصدار عيد الصحافة
أصدر طابع واحد بمناسبة عيد الصحافة وهو طابع إصدار العيد المئوي للصحافة العراقية في سنة 1969 مع توشيح بعبارة "عيد الصحافة".
| #  | تاريخ الإصدار  | الوصف | الصورة | القيمة  | كمية الإصدار |
| -- | -------------- | --- | ------ | ------- | ------------ |
| 31 | 15 حزيران 1970 | طابع ملون بإطار أصفر وبرتقالي وصورة من الصفحة الأولى لجريدة الزوراء وعبارة "العيد المئوي للصحافة العراقية" مع توشيح بعبارة "عيد الصحافة 1970"، كما ظهر من هذا الطابع مجموعة بتوشيح مقلوب خاطئ. |        | 15 فلسا |              |

### إصدارات ذكرى ثورة العشرين
أصدرت 3 طوابع بمناسبة ذكرى مرور 50 سنة على ثورة العشرين.
| #  | تاريخ الإصدار  | الوصف | الصورة | القيمة  | كمية الإصدار |
| -- | -------------- | --- | ------ | ------- | ------------ |
| 32 | 30 حزيران 1970 | طابع بالألوان الأخضر والأسود والأبيض يظهر ثوارا يستهدفون مركبات المحتل وعبارة "ذكرى مرور نصف قرن على ثورة العشرين 1920 - 1970"        |        | 10 فلوس |              |
| 33 | 30 حزيران 1970 | طابع بالألوان البني والأسود والأبيض يظهر ثوارا يستهدفون مركبات المحتل وعبارة "ذكرى مرور نصف قرن على ثورة العشرين 1920 - 1970"         |        | 15 فلسا |              |
| 34 | 30 حزيران 1970 | طابع بالألوان البرتقالي المحمر والأسود والأبيض يظهر ثائرا يحمل "مكوارا" وشمسا وعبارة "ذكرى مرور نصف قرن على ثورة العشرين 1920 - 1970" |        | 35 فلسا |              |

### إصدارات ذكرى ثورة 14 تموز 1958
أصدر طابعان الذكرى الثانية عشر لثورة 14 تموز 1958.
| #  | تاريخ الإصدار | الوصف | الصورة | القيمة  | كمية الإصدار |
| -- | ------------- | --- | ------ | ------- | ------------ |
| 35 | 14 تموز 1970  | طابع ملون بخلفية زرقاء يظهر صورة لجدار يتحطم وسلسلة تنقطع مع انفجار تنبثق منه عبارة "14 تموز" وفي جانب الطابع مع عبارة "ذكرى ثورة 14 تموز 1958 - 1970". |        | 15 فلسا |              |
| 36 | 14 تموز 1970  | طابع ملون بخلفية خضراء يظهر صورة لجدار يتحطم وسلسلة تنقطع مع انفجار تنبثق منه عبارة "14 تموز" وفي جانب الطابع مع عبارة "ذكرى ثورة 14 تموز 1958 - 1970". |        | 20 فلسا |              |

### إصدارات ذكرى ثورة 17 تموز 1968
أصدر طابعان الذكرى الثانية لثورة 17 تموز 1958.
| #  | تاريخ الإصدار | الوصف | الصورة | القيمة  | كمية الإصدار |
| -- | ------------- | --- | ------ | ------- | ------------ |
| 37 | 17 تموز 1970  | طابع ملون بخطين علوي وسفلي بنيين وشمس في أعلى يمين الطابع مكتوب عليها "17 تموز" وشعاع الشمس بلون أزرق داكن وفاتح وخريطة الوطن العربي بلون أخضر وعلى شكل طابوق مرصوف وأياد متماسكة وأياد أخرى كل منها يمسك بشيء مختلف منها المسحاة والسنابل وبندقية وفرشاة صبغ مع عبارة "ذكرى ثورة 17 تموز 1978 - 1970" أسفل الطابع وكلمات "وحدة - حرية - اشتراكية" في جانب الطابع.        |        | 15 فلسا |              |
| 38 | 18 تموز 1970  | طابع ملون بخطين علوي وسفلي بنيين وشمس في أعلى يمين الطابع مكتوب عليها "17 تموز" وشعاع الشمس بلون برتقالي بني داكن وفاتح وخريطة الوطن العربي بلون أخضر وعلى شكل طابوق مرصوف وأياد متماسكة وأياد أخرى كل منها يمسك بشيء مختلف منها المسحاة والسنابل وبندقية وفرشاة صبغ مع عبارة "ذكرى ثورة 17 تموز 1978 - 1970" أسفل الطابع وكلمات "وحدة - حرية - اشتراكية" في جانب الطابع. |        | 25 فلسا |              |

### إصدارات الفواكه
أصدرت 5 طوابع تظهر بعض الفواكه الشائعة في العراق.
| #  | تاريخ الإصدار | الوصف                                                                       | الصورة | القيمة  | كمية الإصدار |
| -- | ------------- | --------------------------------------------------------------------------- | ------ | ------- | ------------ |
| 39 | 21 أب 1970    | طابع ملون بخلفية زرقاء مخضرة يظهر صورة رمان "Punica granatum".              |        | 3 فلوس  |              |
| 40 | 21 أب 1970    | طابع ملون بخلفية زرقاء يظهر صورة فاكهة السندي "Citrus paradisi".            |        | 5 فلوس  |              |
| 41 | 21 أب 1970    | طابع ملون بخلفية بنفسجية يظهر صورة عنب من نوع كرمة نبيذية "Vitis vinifera". |        | 10 فلوس |              |
| 42 | 21 أب 1970    | طابع ملون بخلفية وردية يظهر صورة برتقال "Citrus sinensis".                  |        | 15 فلسا |              |
| 43 | 21 أب 1970    | طابع ملون بخلفية برتقالية يظهر صورة تمر النخيل "Phoenix dactylifera".       |        | 35 فلسا |              |

### إصدارات السنة الهجرية
أصدر طابعان بمناسبة السنة الهجرية الجديدة.
| #  | تاريخ الإصدار | الوصف | الصورة | القيمة  | كمية الإصدار |
| -- | ------------- | --- | ------ | ------- | ------------ |
| 44 | 4 أيلول 1970  | طابع ملون بخلفية زرقاء فاتحة يظهر صورة الكعبة إلى اليسار وجبلا ونسيج عنكبوت وهلال مع عبارة "ذكرى السنة الهجرية 1 محرم 1390 - 1970". |        | 15 فلسا |              |
| 45 | 4 أيلول 1970  | طابع ملون بخلفية زرقاء داكنة يظهر صورة الكعبة إلى اليسار وجبلا ونسيج عنكبوت وهلال مع عبارة "ذكرى السنة الهجرية 1 محرم 1390 - 1970". |        | 25 فلسا |              |

### إصدارات معرض بغداد الدولي السابع
أصدر طابعان لمناسبة انعقاد معرض بغداد الدولي سنة 1970، وهي نفس إصدارات معرض بغداد الدولي السادس لسنة 1969 مع توشيح "الدورة السابعة 970".
| #  | تاريخ الإصدار | الوصف                                                                                        | الصورة | القيمة  | كمية الإصدار |
| -- | ------------- | -------------------------------------------------------------------------------------------- | ------ | ------- | ------------ |
| 46 | 7 أيلول 1970  | طابع ملون بخلفية خضراء وعبارة "معرض بغداد الدولي السادس 1969" مع توشيح "الدورة السابعة 970". |        | 10 فلوس |              |
| 47 | 7 أيلول 1970  | طابع ملون بخلفية زرقاء وعبارة "معرض بغداد الدولي السادس 1969" مع توشيح "الدورة السابعة 970". |        | 15 فلسا |              |

### إصدارات العيد الفضي لجامعة الدول العربية
أصدر طابعان لمناسبة العيد الفضي أو مرور 25 سنة على تأسيس جامعة الدول العربية.
| #  | تاريخ الإصدار       | الوصف | الصورة | القيمة  | كمية الإصدار |
| -- | ------------------- | --- | ------ | ------- | ------------ |
| 48 | 25 تشرين الأول 1970 | طابع ملون بخلفية زيتونية مع شعار وراية جامعة الدول العربية وخريطة الوطن العربي على شكل جدار وعبارة "العيد الفضي لجامعة الدول العربية" وعبارة "ARAB LEAGUE 1945-1970". |        | 15 فلسا |              |
| 49 | 25 تشرين الأول 1970 | طابع ملون بخلفية رمادية مع شعار وراية جامعة الدول العربية وخريطة الوطن العربي على شكل جدار وعبارة "العيد الفضي لجامعة الدول العربية" وعبارة "ARAB LEAGUE 1945-1970".  |        | 35 فلسا |              |

### إصدارات ذكرى تشريع قانون خطة التنمية القومية
أصدرت 3 طوابع في ذكرى تشريع قانون خطة التنمية القومية للسنوات 1970 - 1974، وكان الطوابع مخصصة للبريد الجوي.
| #  | تاريخ الإصدار       | الوصف | الصورة | القيمة  | كمية الإصدار |
| -- | ------------------- | --- | ------ | ------- | ------------ |
| 50 | 30 تشرين الأول 1970 | طابع ملون بخلفية زرقاء يظهر نخلة ونهرا وجسرا مبان وعبارات "أمة عربية واحدة ذات رسالة خالدة" وكلمات "وحدة - حرية - اشتراكية" وعبارة "ذكرى تشريع قانون خطة التنمية القومية للسنوات 1970 - 1974". |        | 10 فلوس |              |
| 51 | 30 تشرين الأول 1970 | طابع ملون بخلفية وردية يظهر نخلة ونهرا وجسرا مبان وعبارة "أمة عربية واحدة ذات رسالة خالدة" وكلمات "وحدة - حرية - اشتراكية" وعبارة "ذكرى تشريع قانون خطة التنمية القومية للسنوات 1970 - 1974". |        | 15 فلسا |              |
| 52 | 30 تشرين الأول 1970 | طابع ملون تظهر في خلفيته أوراق نقدية عراقية من فئة دينار واحد مع صورة الرئيس أحمد حسن البكر في أعلى اليمين وتحيط به في أعلاه عبارة "أمة عربية واحدة ذات رسالة خالدة" وأسفل الصورة كلمات "وحدة - حرية - اشتراكية" وأسفل الطابع عبارة "ذكرى تشريع قانون خطة التنمية القومية للسنوات 70 - 74" وفي وسط الطابع عبارة "نمو الدخل القومي في العراق". |        | 1 دينار |              |

### إصدارات السنة الدولية للتربية والتعليم
أصدر طابعان لمناسبة السنة الدولية للتربية والتعليم.
| #  | تاريخ الإصدار        | الوصف | الصورة | القيمة  | كمية الإصدار |
| -- | -------------------- | --- | ------ | ------- | ------------ |
| 53 | 13 تشرين الثاني 1970 | طابع بخلفية خضراء ووسطه السنة الدولية للتربية والتعليم ويظهر شعار منظمة اليونسكو وشعار جامعة الدول العربية على الجانبين وعبارة "السنة الدولية للتربية والتعليم 1970" في جانب الطابع. |        | 5 فلوس  |              |
| 54 | 13 تشرين الثاني 1970 | طابع بخلفية وردية ووسطه السنة الدولية للتربية والتعليم ويظهر شعار منظمة اليونسكو وشعار جامعة الدول العربية على الجانبين وعبارة "السنة الدولية للتربية والتعليم 1970" في جانب الطابع. |        | 15 فلسا |              |

### إصدارات اليوبيل الذهبي للجمعية الطبية العراقية
أصدر طابعان لمناسبة مرور 50 سنة أو اليوبيل الذهبي للجمعية الطبية العراقية.
| #  | تاريخ الإصدار      | الوصف | الصورة | القيمة  | كمية الإصدار |
| -- | ------------------ | --- | ------ | ------- | ------------ |
| 55 | 7 كانون الأول 1970 | طابع بخلفية صفراء وشعار الجمعية الطبية العراقية يمين الطابع وصورة لمستشفى بغداد التعليمي في مدينة الطب في بغداد تحيط بها النخيل وعبارة "اليوبيل الذهبي للجمعية الطبية العراقية 1920 - 1970" في أسفل الطابع.       |        | 15 فلسا |              |
| 56 | 7 كانون الأول 1970 | طابع بخلفية خضراء باهتة وشعار الجمعية الطبية العراقية يمين الطابع وصورة لمستشفى بغداد التعليمي في مدينة الطب في بغداد تحيط بها النخيل وعبارة "اليوبيل الذهبي للجمعية الطبية العراقية 1920 - 1970" في أسفل الطابع. |        | 40 فلسا |              |

### إصدارات مؤتمر الاتحاد العربي للاتصالات
أصدر طابعان لمناسبة انعقاد مؤتمر الاتحاد العربي للاتصالات في بغداد سنة 1970.
| #  | تاريخ الإصدار       | الوصف                                                                                       | الصورة | القيمة  | كمية الإصدار |
| -- | ------------------- | ------------------------------------------------------------------------------------------- | ------ | ------- | ------------ |
| 57 | 15 كانون الأول 1970 | طابع ملون بخلفية بنفسجية فاتحة وشعار مؤتمر الاتحاد العربي للاتصالات، وهو مخصص للبريد الجوي. |        | 15 فلسا |              |
| 58 | 15 كانون الأول 1970 | طابع ملون بخلفية زرقاء فاتحة وشعار مؤتمر الاتحاد العربي للاتصالات، وهو مخصص للبريد الجوي.   |        | 25 فلسا |              |

### إصدارات معمل السكر في الموصل
أصدرت 3 طوابع في ذكرى مرور 12 سنة على تأسيس معمل السكر في الموصل. ومن الجدير بالذكر أن معمل سكر الموصل قد وثق تأسيسه في طابع صدر سنة 1958 بمناسبة أسبوع الإعمار وكان بقيمة 3 فلوس.
| #  | تاريخ الإصدار       | الوصف | الصورة | القيمة  | كمية الإصدار |
| -- | ------------------- | --- | ------ | ------- | ------------ |
| 59 | 25 كانون الأول 1970 | طابع ملون بخلفية برتقالية يظهر نبتة الشمندر (الشوندر) (Beta vulgaris) مع عبارة "Mosul Sugar Factory" والتي تعني "مصنع الموصل للسكر". |        | 5 فلوس  |              |
| 60 | 25 كانون الأول 1970 | طابع ملون بخلفية بيضاء يظهر مبنى مصنع السكر في الموصل مع عبارة "Mosul Sugar Factory" والتي تعني "مصنع الموصل للسكر".                 |        | 15 فلسا |              |
| 61 | 25 كانون الأول 1970 | طابع ملون بخلفية حمراء يظهر نبتة الشمندر (الشوندر) (Beta vulgaris) مع عبارة "Mosul Sugar Factory" والتي تعني "مصنع الموصل للسكر".    |        | 30 فلسا |              |

### إصدارات ذكرى تأسيس منظمة أوبك
أصدر طابعان لمناسبة الذكرى العاشرة لتأسيس منظمة منظمة الدول المصدرة للنفط التي تختصر تحت اسم أوبك، أسست في 14 أيلول/سبتمبر 1960 في بغداد من قبل الأعضاء الخمسة الأوائل (إيران والعراق والكويت والمملكة العربية السعودية وفنزويلا).
| #  | تاريخ الإصدار       | الوصف | الصورة | القيمة  | كمية الإصدار |
| -- | ------------------- | --- | ------ | ------- | ------------ |
| 62 | 30 كانون الأول 1970 | طابع ملون بخلفية بنفسجية وسطه دائرة صفراء وشعار منظمة أوبك مع عبارة "الذكرى العاشرة لتأسيس منظمة أوبك 1960 -1970". |        | 10 فلوس |              |
| 63 | 30 كانون الأول 1970 | طابع ملون بخلفية خضراء وسطه دائرة صفراء وشعار منظمة أوبك مع عبارة "الذكرى العاشرة لتأسيس منظمة أوبك 1960 -1970".   |        | 40 فلسا |              |